# Bildende Kunst in Polen
Die Bildende Kunst umfasst Werke der Malerei, der Bildhauerkunst sowie weiterer, und ist ein wichtiger Bestandteil der Kultur und Kunst in Polen.

## Vor- und frühgeschichtliche Kunst

### Steinzeit

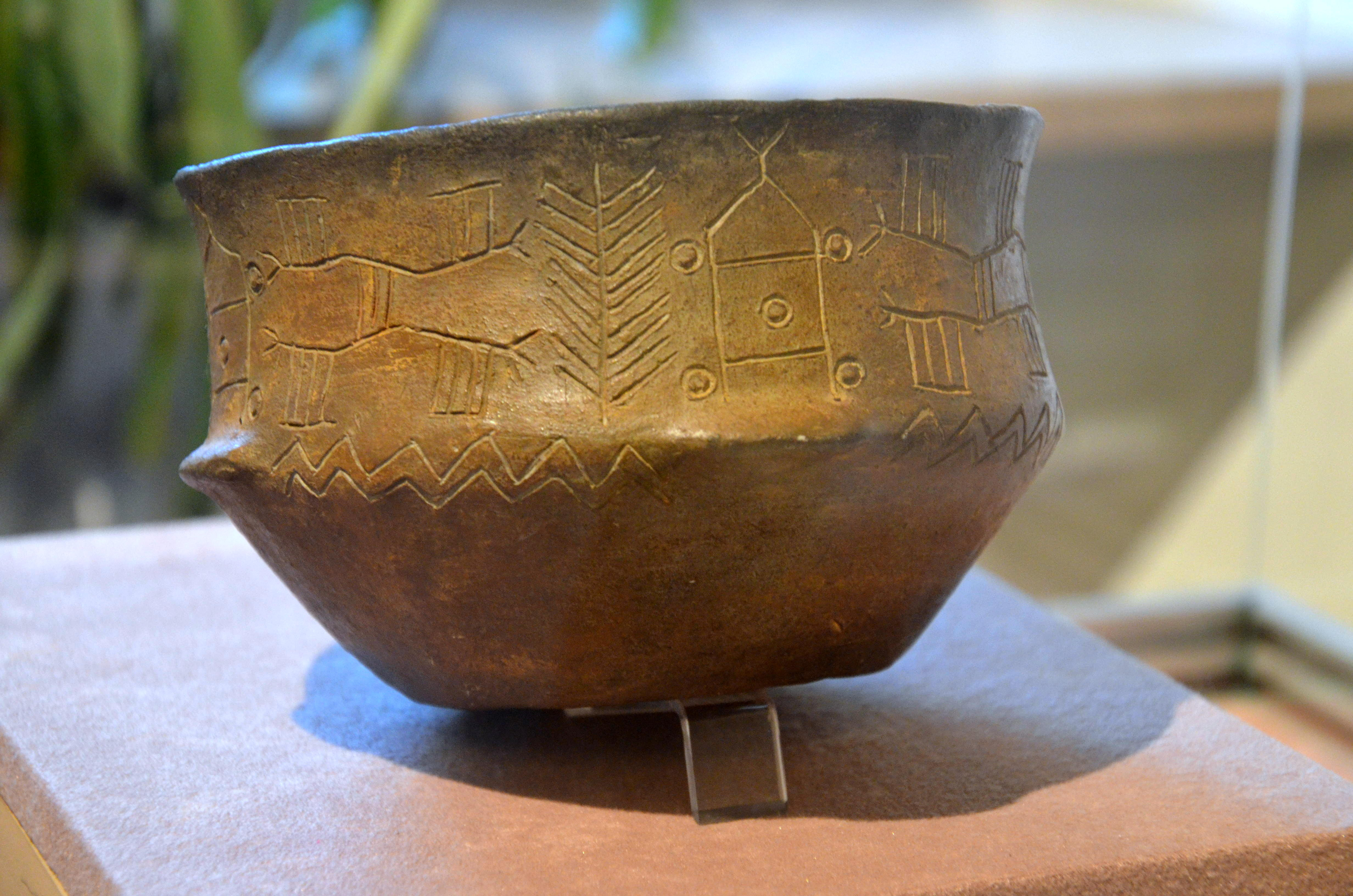
Steinzeitliche Vase aus Bronocice, ca. 3550 v. Chr.

Die ältesten Kunstgegenstände, die in Polen gefunden wurden, waren aus Feuerstein, Bernstein sowie Tierknochen gearbeitet und stammen aus dem Paläolithikum. Sie wurden insbesondere in den kleinpolnischen Höhlen des Krakau-Tschenstochauer Juras (Fledermaushöhle und Maszycka-Höhle) und der Pieninen (Obłazowa-Höhle) gefunden und befinden sich zum großen Teil im Krakauer Archäologischen Museum. Altsteinzeitliche Figuren aus Bernstein wurden in Großpolen gefunden.
In der Zeit des Neolithikums befand sich das Gebiet des heutigen Südpolens im Einflussbereich der linearbandkeramischen Kultur. Verzierte Keramikgefäße wurden unter anderem in Dobra gefunden. Verzierter Schmuck aus Brześć Kujawski wird der Lengyel-Kultur zugeordnet. Zahlreiche Tongefäße aus der um ca. 1000 Jahre jüngeren Trichterbecherkultur wurden unter anderem in Ćmielów gefunden. Eine Lammfigur aus Jordanów entstammt ebenfalls der Trichterbecherkultur. Feuerstein wurde in der Jungsteinzeit unter anderem in Krzemionki abgebaut und kunstvoll verarbeitet. Viele der Funde aus der Jungsteinzeit, unter anderem aus der Kugelamphoren-Kultur und der Schnurkeramische Kultur, stammen aus dem Heiligkreuzgebirge und seiner Umgebung, insbesondere bei Sandomierz. Zu ihnen gehört die auf 3635–3370 v. Chr. datierte Vase aus Bronocice, auf der sich die älteste bekannte Abbildung eines Wagens mit Rädern befindet.

### Bronzezeit
In der Bronzezeit war das heutige Gebiet Polens Teil der Lausitzer Kultur. Aus dieser Zeit stammen Kunstwerke wie verzierte Gefäße, Kultgegenstände, Figuren von Tieren, Vögeln und Menschen aus Bronze und Keramik. Gegen Ende der Bronzezeit entstanden in Polen größere Siedlungen insbesondere Pfahlbauten in der Großpolnischen Seenplatte, von den die Siedlung in Biskupin die bekannteste ist. Sie wird auch mit der Hallstattkultur in Verbindung gebracht. Weitere wichtige Fundstätten aus der Bronzezeit befinden sich in Żagań, Uścikowice und Brzezie bei Pleszew.

### Eisenzeit
Am Übergang von der Bronze- zur Eisenzeit entstand auf dem Gebiet des heutigen Polens die Pommerellische Gesichtsurnenkultur. Erhaltene Kunstwerke dieser Kultur waren vor allem Grabbeilagen. Auf den Urnen der Verstorbenen bildeten die Künstler das Gesicht der Toten sowie Alltagsgegenstände und Waffen manchmal auch ganze Szenen aus dem Leben der Verstorbenen ab. Die Urnen wurden von oben mit Deckeln verschlossen, die wie eine Kopfbedeckung geformt waren, sowie mit Halsketten verziert. An die Urnen wurden wie Ohren mit Ohrringen geformte Anhänge befestigt, so dass die Urne an einen menschlichen Kopf erinnerte. Fundorte dieser Kunstwerke waren unter anderem Deszczno, Władysławowo und Swarzewo. In der späten Eisenzeit entstand in Nord- und Ostpolen die Wielbark-Kultur, die oft mit den Goten in Verbindung gebracht wird. Auch hier wurden Kunstwerke als Grabbeilagen in den als Steinkreise angelegten Kurganen in Odry, Węsiory, Grzybnica und Brąchnówko gefunden.
Im 6. und 5. Jahrhundert v. Chr. geriet das Gebiet des heutigen Polens unter keltischen und thrakischen Einfluss. Die Kelten und Anartier haben vor allem in Schlesien und Kleinpolen große Steinkunstwerke hinterlassen, unter anderem die Bärenfigur auf dem Berg Ślęża. Keltische Kunstwerke wurden auch in Großpolen bei Kalisz gefunden. In römischer Zeit dominierte die Przeworsk-Kultur im heutigen Polen. Aus dieser Zeit wurden zahlreiche Keramikgegenstände und Schmuck als Grabbeilagen in ganz Polen gefunden, unter anderem in Jakuszowice, Dobrodzien und Radziejów Kujawski. Das bekannteste Kunstwerk der Przeworskier Kultur war die einer Frau als Grabbeilage beigefügte unter anderem mit Reitern verzierte Vase von Biała bei Łódź. Sie ist während des Zweiten Weltkriegs verschollen. Über die Bernsteinstraße fand ein reger kultureller Austausch mit dem Römischen Reich statt. Römische Münzen und Kunstwerke (Keramik, Schmuck) wurden unter anderem in Wymysłów, Goszczyn, Gosławice, Łęg Piekarski und Rządz.

### Slawische Kultur
Zur slawischen Zeit schufen die einheimischen Künstler Steinfiguren von Światowit und anderen Gottheiten. Es entstanden auch Grabhügel, unter anderem der Krak-Hügel und der Wanda-Hügel in Krakau. Westslawische Keramik wurde unter anderem in der Wallburg in Bródno bei Warschau gefunden. Aus dieser Zeit stammen auch zahlreiche Bildwerke aus Holz und Stein, die meist einem religiösen Ritus dienten.

## Vorromanik

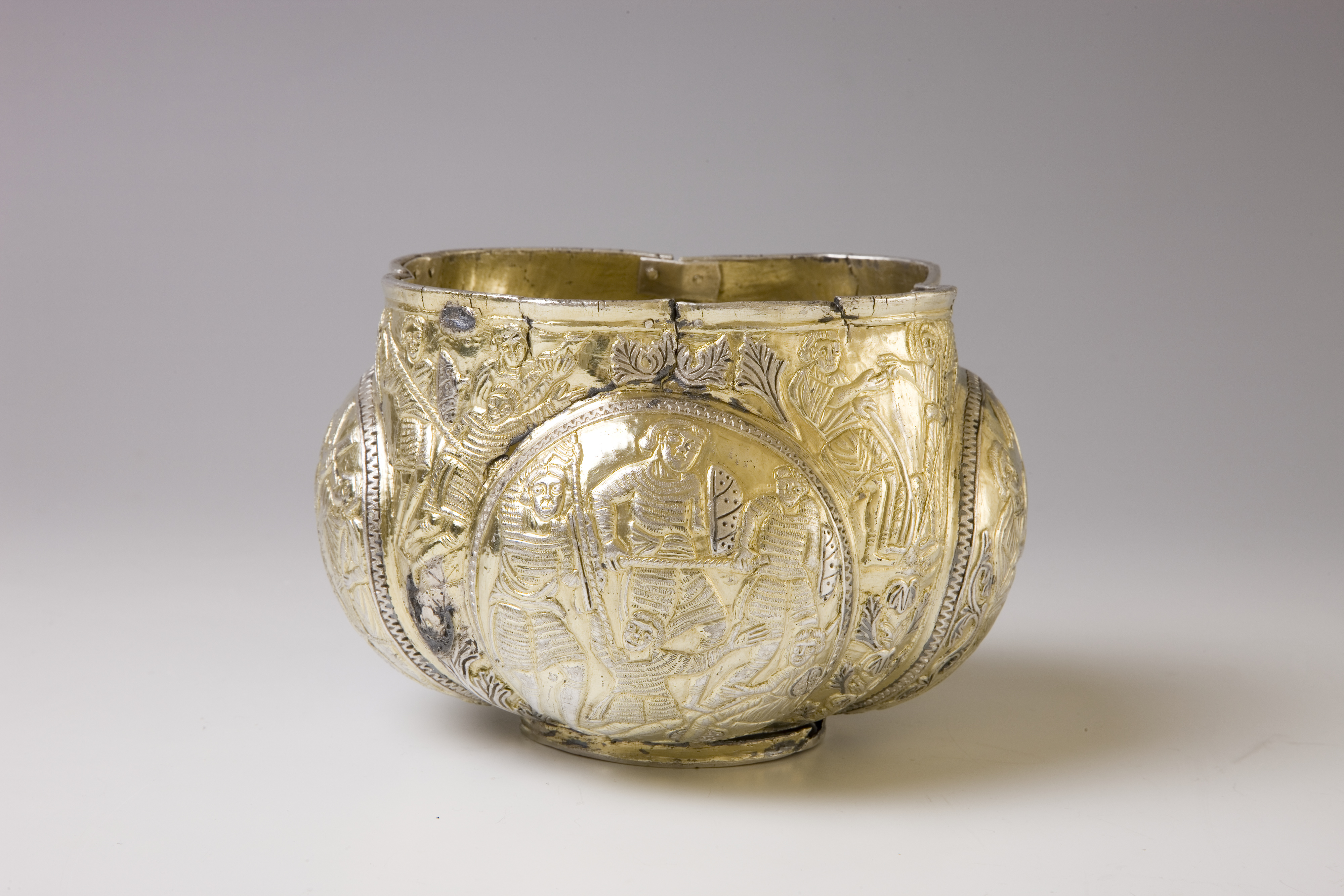
Schale von Włocławek, um 1040

Mit dem Übergang zum Christentum behielt die Kunst zunächst ihren rituellen Charakter. Bekanntestes Kunstwerk mit christlichem Charakter aus dem 10. Jahrhundert in Polen ist die Schale, die  bei Włocławek gefunden wurde und wahrscheinlich als Eucharistiekelch genutzt wurde.
Zentrum der vorromanischen Kunst war die damalige Hauptstadt Gnesen. Die meisten Kunstwerke wurden zu dieser Zeit aus Böhmen, Bayern oder anderen Gegenden eingeführt.
Cosmas von Prag berichtet in seiner Chronica Boemorum, dass Břetislav I. nach der Plünderung von Gnesen 1039 hundert Ochsenwagen mit Kunstwerken aus Gnesen nach Prag gebracht hat.

## Romanik
Der Übergang von Vorromanik zur Romanik wird in der polnischen Kunstgeschichte mit der Verlegung der Hauptstadt von Gnesen nach Krakau auf ca. 1040 datiert. Gleichwohl blieb neben Krakau Großpolen das Zentrum der romanischen Kunst in Polen. Die Künstler der Romanik arbeiten noch anonym, ihre Namen und ihre Herkunft ist meist unbekannt. Die meisten romanischen Kunstwerke entstanden als Teil der Ausstattung von Kirchen und Klöstern.
In der Malerei sind Fresken unter anderem im Kollegiatstift von Tum bei Łęczyca und der Basilika in Czerwińsk sowie Buchmalereien unter anderen in dem Pułtusk-Kodex, Emmeram-Evangeliar, Tyniec-Sakramentar, Czerwińsk-Bibel und der Goldene Gnesener-Kodex erhalten.
In der Bildhauerkunst sind vor allem die Kirchenportale mit Tympanon der von Jacza von Köpenick und Piotr Włostowic gestifteten St. Maria auf dem Sande in Breslau und Sankt-Prokop-Rotunde in Strzelno zu nennen. In Strzelno sind auch mit allegorischen Figuren der Tugenden und Laster reich verzierte romanische Säulen in der Dreifaltigkeits- und Marienkirche erhalten. In der Basilika von Wiślica ist die Wiślica-Platte erhalten, die Betende in der Orantenhaltung darstellt. Daneben waren in den romanischen Kirchen Steinfiguren und Reliefs sehr beliebt.
Einen bedeutenden Bestandteil der romanischen Kunst bildete das Goldschmiedehandwerk und die Bronzeplastik. Zu nennen sind insbesondere das Kruszwica-Reliquiar und zahlreiche goldene Messgefäße, insbesondere aus Gnesen, Trzemeszno, Kalisz und Płock, die meist von dem polnischen Königshof gestiftet wurden. Aus der Romanik stammen auch die ältesten polnischen Kronjuwelen. Das Krönungsschwert Szczerbiec und drei Kronen, von denen sich zwei in Krakau und eine in Płock, das sogenannte Płock-Diadem, befindet, sind erhalten geblieben. Die meisten anderen polnischen Kronjuwelen wurden nach der dritten polnischen Teilung von den Preußen aus dem Kronschatz des Wawels geraubt und im 19. Jahrhundert eingeschmolzen. Nachbildung der ursprünglichen polnischen Kronjuwelen wurden 2001–2003 und 2010 in Nowy Sącz gegossen und werden in Wechselausstellungen gezeigt. Zu den bedeutendsten erhaltenen Kunstwerken der Romanik gehören die monumentale Bronzetür der Erzkathedrale von Gnesen und die Bronzetür der Kathedrale von Płock. Die erste stellt die Lebensgeschichte des heiligen Adalbert (Wojciech) dar. Die zweite stellt den Zyklus der Erlösung von der Genesis bis zum Neuen Testament dar und wurde später unter nicht mehr rekonstruierbaren Umständen in die Stadt Nowgorod in Russland verbracht. In der Kathedrale von Płock befindet sich heute eine Kopie der ursprünglichen Bronzetür.

## Gotik

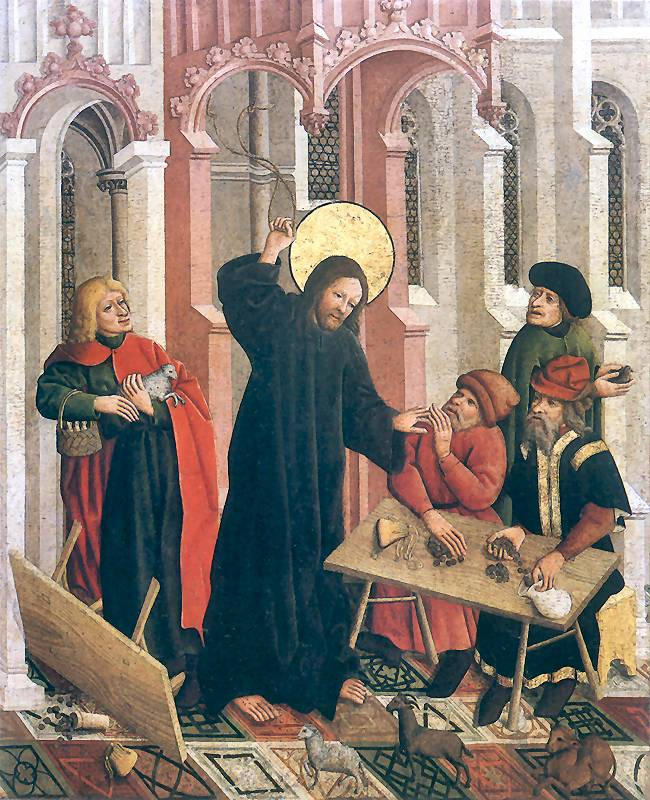
Nicolaus Haberschrack, Tempelreinigung

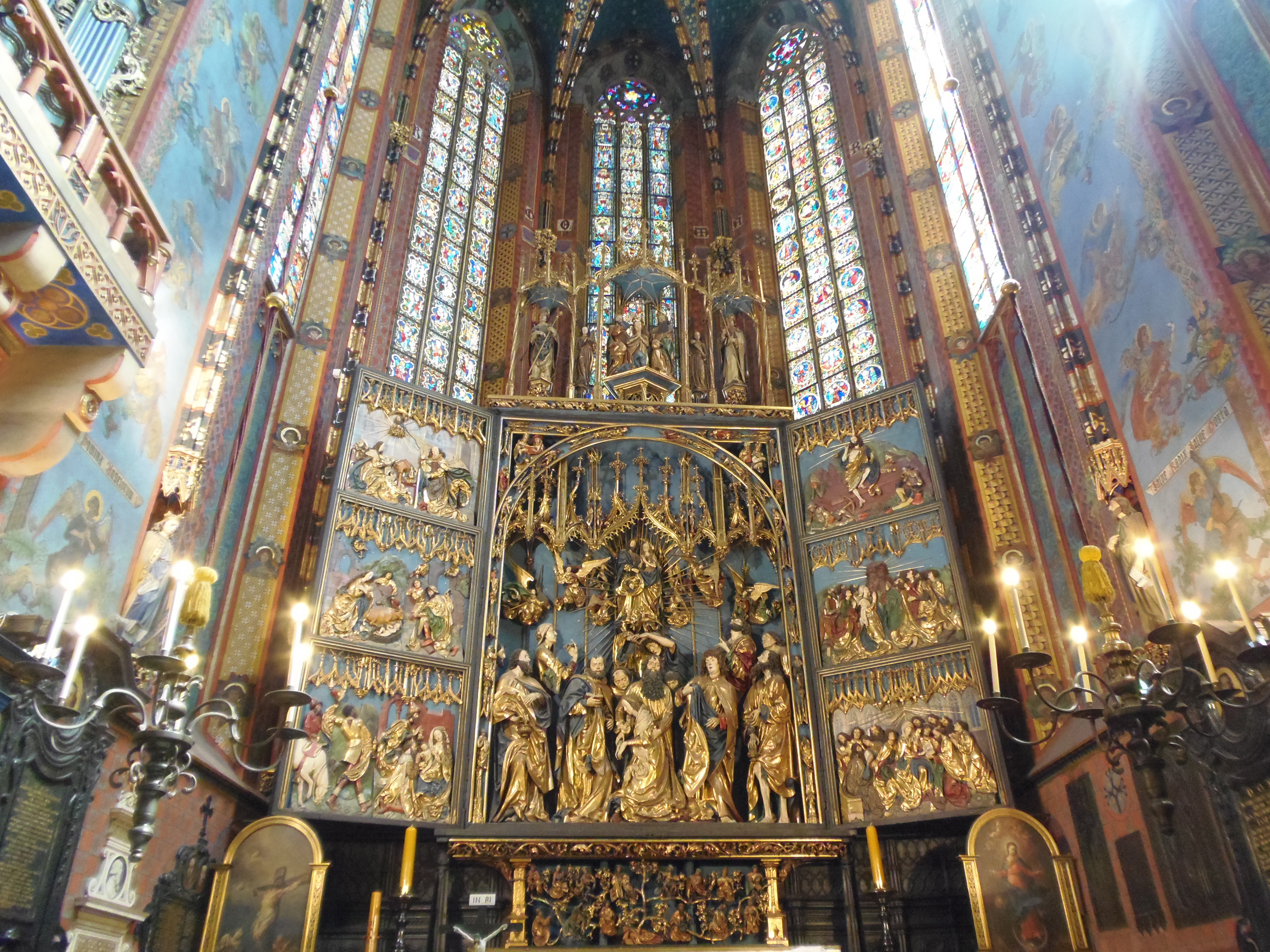
Veit Stoß, Altar in der Marienkirche Krakau

In der Frühgotik war Polen im Rahmen der Senioratsverfassung in mehrere Fürstentümer zersplittert, die dem in Krakau residierenden Senior untergeordnet waren. Dies begünstigte eine territorial unterschiedliche Entwicklung der einzelnen Landesteile. Die Frühgotik setzte sich zunächst in Südpolen, insbesondere in Schlesien und Kleinpolen, durch und war stark von Böhmen beeinflusst. In Nordpolen, insbesondere in Pommern und Preußen, war die Backsteingotik vorherrschend, die über die Hanse und den Deutschen Orden stark von Norddeutschland, Flandern und insbesondere den Niederlanden geprägt war. In der Gotik entwickelte sich die Malerei, Holzschnitzerei, die Bronzegießerei, die Bildhauerei und das Goldschmiedehandwerk.
Ebenso wie in der Romanik bildeten Fresken in sakralen aber auch profanen Gebäuden den Hauptbestandteil der gotischen Malerei. Zu nennen sind insbesondere die Fresken der Turmburg in Siedlęcin, des Klosters Ląd, der Jakobskirche in Thorn, sowie der zahlreichen gotischen Klöster in Krakau, insbesondere des Franziskanerklosters. Eine Besonderheit der polnischen gotischen Malerei ist die Verbindung von östlicher Ikonenmalerei als Fresken in gotischen Kapellen, so zum Beispiel in der Heiligkreuzkapelle in der Wawel-Kathedrale und in der Dreifaltigkeitskapelle im Schloss Lublin. Neben Fresken spielten in der Gotik auch Buntglasfenster eine wichtige Rolle in der gotischen Kunst. Krakau war das Zentrum dieser Kunstart in Polen. Gotische Buntglasfenster sind insbesondere in der Krakauer Marien-, Dominikaner- und Fronleichnamkirche erhalten. Auch der Breslauer Dom, die Marien- und die Nikolauskirche in Toruń sowie die Marienkirche in Chełmno verfügen über bedeutende gotische Buntglasfenster.
In der Hochgotik entwickelte sich auch die Tafelbildmalerei in Polen und ist insbesondere mit der Bemalung von Altären verbunden. Der Stil der Internationalen Gotik kam Anfang des 15. Jahrhunderts nach Polen. Seien Zentren waren vor allem Krakau, Breslau, Thorn und Danzig. In Kleinpolen entwickelt sich die sogenannte Krakauer Schule der gotischen Malerei. Beliebtes Motiv der Krakauer Schule waren die Hodegetria, unter anderem in dem Krakauer Dominikanerkloster zu finden, und die Beweinung Christi, unter anderem in Chomranice zu finden. Weiter bedeutende Gemälde der Krakauer Schule sind die Misericordia Domini von Zbylitowska Góra, die Heilige Martha, Agnes und Klara von Sandomierz, das Dominikaner-Triptychon vom Meister der Dominikanerpassion, das Augustiner-Polyptychon von Nicolaus Haberschrack, das Johannes-Polyptychon, das Dreifaltigkeits-Triptychon (alle aus Krakau), das Olkusz-Polyptychon und die Mariahimmelfahrt von Jan Wielki, der Stanislausaltar von Stare Bielsko sowie die Marias Familie von Ołpiny. In Großpolen war die Sacra Conversazione oft Gegenstand der Tafelbildmalerei, so zum Beispiel im Gemälde Madonna mit Kind, heiliger Felicitas und heiliger Perpetua. Die gotische Malerei in Schlesien stand unter starkem böhmischen Einfluss. Zu ihren bekanntesten Tafelbildern zählen die Glatzer Madonna, die Schönauer Dreifaltigkeit, die heilige Anna von Striegau, Verkündung-Polyptychon mit Einhorn, die Altäre der heiligen Hedwig und der heiligen Barbara, Madonna in der Kammer (alle in Breslau) sowie zahlreiche weitere Tafelbilder aus den Breslauer Magdalenen-, Elisabeth- und Barbarakirche. Die gotische Malerei in Pommern und Preußen stand unter starkem norddeutschen und insbesondere niederländischem Einfluss. Zu ihren bekanntesten Tafelbildern zählen das Graudanzer Polyptychon aus Graudenz, das Thorner Polyptychon aus Toruń, das Winterfeld-Diptychon aus der Danziger Marienkirche, Thorner Passion aus Thorn, Großer Ferber Altar, Kleiner Ferber Altar und Jerusalem Altar sowie Das Jüngste Gericht von Hans Memling, alle aus der Danziger Marienkirche.
Die Bildhauerkunst als Ausschmückung von Sakralbauten entwickelte sich in der Frühgotik vor allem in Schlesien, so zum Beispiel in den Kirchenportalen in Altenburg, der Ostseite des Breslauer Doms, den Kirchenportalen des Klosters Trebnitz. Als Beispiele des Übergangs zwischen Romanik und Gotik können die Portale, Schlusssteine, Kragträger, Säulenkapitellen, Friesen und Fassaden der Kreuzkirche in Breslau, Peter und Paul Basilika in Strzegom, die Ostfassade und die Innendekoration des Breslauer Rathauses, die Fassaden und die Innendekoration der Marienburg in Malbork, die Kragträger der Marienkirche auf dem Sande in Breslau, die Portale und Kragträger der Erzkathedrale von Gnesen, die Innenausstattung der Krakauer Marienkirche und die Johanneskirche in Radłów dienen. In Kleinpolen ist die gotische Ausgestaltung des Kapitelhauses des Dominikanerklosters erhalten.
Neben den Plastiken, die der Ausschmückung von Sakralbauten dienten, hat sich in der Gotik auch die freistehende Plastik entwickelt. Das weltweit größte gotische Kunstwerk der Holzschnitzkunst ist der Krakauer Hochaltar in der Krakauer Marienkirche von Veit Stoß. In derselben Kirche hat Veit Stoß auch das nach ihm bekannte Kruzifix hinterlassen sowie in der Heilig-Kreuz-Kapelle der Wawel-Kathedrale das Grabmal Kasimir IV. Zu den weiteren bedeutenden gotischen Plastiken zählen die Figur der Salomea im Mariendom in Glogau, die Leubuser Pietà in Lubiąż, das Szamotuły Kruzifix in der Marienbasilika in Szamotuły, das Cammin Kruzifix im Johannesdom in Cammin, das Kruzifix in der Corpus Christi Kirche in Breslau und die Figuren in dem Krakauer Klarissenkloster sowie dem dortigen Karmelitinnenkloster. Auf dem Gebiet des Ordenstaats entstanden zahlreiche Schreinmadonnas. In Schlesien und Pommern wurden zahlreiche Madonnen auf Löwen geschafften, unter anderem in der Breslauer Martinskirche, in Skarbimierz und in Lubieszyn. Zu nennen ist weiter das Triptychon von Ciećmierz aus der Stettiner Jakobskathedrale. In ganz Polen waren sogenannte Schöne Madonnen besonders beliebt. Die steinerne Thorner Schöne Madonna ist seit dem Zweiten Weltkrieg verschollen. Erhalten geblieben sind die steinerne Breslauer Schöne Madonna, die Danziger Schöne Madonna aus der Danziger Marienkirche, sowie die hölzerne Krużlowa Schöne Madonna. Ein weiteres beliebtes Motiv war die Pietà, unter anderem die Krakauer Pietà aus der Krakauer Barbarakirche, die Breslauer Pietà aus der Breslauer Marienkirche auf dem Sande und die Danziger Pietà aus der Danziger Marienkirche. Gotische Grabmäler und Grabplatten sind in der Wawel-Kathedrale, neben dem bereits erwähnten Grabmal Kasimir IV. vor allem das Grabmal Ladislaus I. und das Grabmal Kasimir III. des Großen, erhalten. In Schlesien sind zahlreiche gotische Grabmäler der schlesischen Piasten in dem Kloster Grüssau, dem Kloster Heinrichau, dem Oppelner Piastenschloss und der Breslauer Vinzenzkirche mit der Grabplatte Heinrich II. von Polen und der Breslauer Kreuzkirche mit dem Sarkofag Heinrich IV. des Gerechten. Gotische Taufbecken sind in Elbinger Nikolauskirche, der Liegnitzer Peter und Paul Kathedrale, dem Kolberger Dom sowie der Breslauer Marienkirche auf dem Sande. In Breslau befinden sich auch zwei gotische Sakramentshäuser von Jodokus Tauchen, eines in der Magdalenenkirche und eines in der Elisabethkirche. Gotische Chorgestühle sind unter anderem in der Pelpin Kathedrale, der Thorner Marienkirche und der Danziger Dreifaltigkeitskirche erhalten.
Auch das Goldschmiedehandwerk blühte während der Gotik in Polen, insbesondere während der Regierungszeit von Kasimir dem Großen in der Mitte des 14. Jahrhunderts. König Kasimir stiftete zahlreiche goldene liturgische Gefäße für die Kirchen in ganz Polen, wobei insbesondere die Messgefäße der Kirchen in Trzemeszno, Stopnica und Kalisz sowie die Reliquienbüste des heiligen Sigismund der Płocker Kathedrale zu erwähnen sind. Bedeutendster Goldschmied der Spätgotik in Polen war Marcin Marciniec, der unter anderem die Reliquienbüste des heiligen Stanislaus, das Zepter der Krakauer Akademie und die von Friedrich Jagiello gestifteten Reliquienschreine für die Gnesner Erzkathedrale schuf. Danziger Goldschmiede schufen den Reliquienschrein der heiligen Barbara. Bedeutende gotische liturgische Goldgefäße und Monstranzen wurden für die Krakauer Marienkirche sowie für die Kirchen bzw. Klöster in Miechów, Abtei Tyniec, Wieliczka, Niepołomice, Staniątki, Posen und Tschenstochau geschaffen. Zahlreiche weitere gotische Reliquienschreine wurden für die Kirchenschätze der Kathedralen in Krakau und Gnesen geschaffen.
Während des Übergangs von der Spätgotik zur Frührenaissance kamen bedeutende Künstler aus dem deutschen Raum, insbesondere aus Nürnberg, wie Veit Stoß, Stanislaus Stoß, Hans Dürer, Jörg Huber, Peter Vischer der Ältere, Peter Vischer der Jüngere und Georg Pencz kamen an den Hof der polnischen Könige auf dem Wawel in Krakau oder wurden von diesem unmittelbar beauftragt. Bekannteste polnische Künstler der Spätgotik waren Marcin Czarny, Nicolaus Haberschrack, Jan Polack, Adam aus Lublin, Michael aus Działdowo sowie die Anonymen Meister der Verkündigung von Jodłownik, Meister des Dominikaner-Triptychons, Meister des Dreifaltigkeits-Triptychons. Gotische Kunst wird in Polen unter anderem von den Nationalmuseen in Warschau, Krakau (Erasmus-Ciołek-Bischofspalast, Czartoryski-Bibliothek), Danzig, Breslau, Posen und Stettin, dem Diözesanmuseum in Pelplin sowie dem Museum im Krakauer Wawelschloss gesammelt und ausgestellt.

## Renaissance
Zentrum der polnischen Renaissance war die damalige Hauptstadt Krakau, insbesondere der Königshof auf dem Wawel, sowie Vilnius, das die zweite Hauptstadt des Jagiellonenreichs war. Die italienische Renaissance kam sehr früh nach Polen. Zwischen 1468 und 1470 kam der italienische Humanist Callimachus an den Krakauer Königshof von Kasimir IV. und brachte die Ideen der italienischen Renaissance nach Polen. Kasimir beauftragte Callimachus mit der Erziehung seiner Söhne im Geist des Humanismus, von denen der Älteste Ladislaus II. als König von Ungarn und Böhmen sowie drei jüngere (Johannes I. Albrecht, Alexander I. und Sigismund I. der Alte) nacheinander zwischen 1492 und 1548 als Könige Polen-Litauen regierten. Die Regentschaft der Söhne Kasimir IV. gilt als Zeitalter der Renaissance in Polen und gleichzeitig als dessen Goldenes Zeitalter in Kunst, Kultur und Politik. Sigismund, der als Jüngster zunächst keine Aussicht auf den polnisch-litauischen Thron hatte, ging um 1495 an den Königshof in Prag und Ofen seines Bruders Ladislaus, der ihn mit dem Herzogtum Glogau, Herzogtum Troppau und schließlich mit ganz Schlesien belehnte. In der ungarischen Hauptstadt wurde er auf eine Gruppe von Renaissance-Künstlern und Architekten unter der Führung von Francesco Fiorentino aus Florenz aufmerksam. Als das gotische Königsschloss auf dem Wawel in Krakau 1499 abbrannte, konnte er seine Mutter und Königswitwe Elisabeth von Habsburg überzeugen, die Florentiner beim Wiederaufbau zu engagieren.
Als Francesco Fiorentino mit seinen Schülern 1501 in Krakau eintraf, verstarb Johannes I. Albrecht und Francesco Fiorentino wurde zunächst mit der Errichtung des Grabmals für den verstorbenen König in der nach diesem benannten Kapelle in der Wawel-Kathedrale beauftragt. Das Grabmal Johannes I. Albrecht, das Francesco Fiorentino im Stil Bernardo Rossellinos schuf, gilt als erstes Kunstwerk der italienischen Hochrenaissance in Polen. Die Grabplatte selbst wurde jedoch von den Schülern Veit Stoß gefertigt und weist noch deutlich Merkmale der Spätgotik auf. Nachdem Sigismund 1506 König von Polen-Litauen wurde, beauftragte er ihn zusammen mit Eberhard Rosemberger beim Umbau des Wawel-Schlosses im Renaissance-Stil der Toskana. Der Nordostflügel des Schlosses mit seinen Plastiken wurde von Francesco Fiorentino und seiner Werkstatt, unter anderem seinem Sohn Jan Fiorentine, gestaltet. Er blieb bis zu seinem Tod 1516 der führende Renaissance-Künstler in Polen. Sigismund heiratete 1518 die Prinzessin von Mailand, Bari und Rosano Bona Sforza. Zusammen mit dem Hof von Bona Sforza kamen zahlreiche italienische Künstler und Architekten aus Florenz, Padua und Mailand nach Krakau, wo sie ihre eigenen Werkstätten gründeten. Zu den bekanntesten dieser Künstler zählten Mateo Gucci, der unter anderem an der Alten Synagoge in Kazimierz und auf dem Wawel-Schloss arbeitete, Giovanni Cini, der unter anderem am Renaissance-Altar der Wawel-Kathedrale und der Villa Decius in Krakau arbeitete (Grabmal Stanisław Oleśnickis im Posener Dom, Grabmal Krzysztof Szydłowieckis in der Martinskirche in Opatów, Renaissancealtar in Zator sowie zahlreiche Bildwerke in Vilnius, die nicht mehr erhalten sind), Filippo da Fiesole, Antonio Fiesole, Niccolò Castiglione, Giovanni Soli und Bernardino Zanobi de Gianotis (Grabmal Stanisław und Janusz III. in Johanneskathedrale in Warschau), die zahlreiche Renaissance-Grabmäler und Altäre in Krakau, Płock, Vilnius und Warschau schufen, Giovanni Battista Veneziano, der vor allem in Płock und Warschau tätig war, Giovanni Maria Mosca, der vor allem in Krakau und Posen tätig war (Ziborium in der Krakauer Marienkirche, Grabmal Piotr Gamrats in der Wawel-Kathedrale, Grabmal Stanisław Oleśnickis im Posener Dom, Grabmal Mikołaj Dzierzgowskis in der Gnesner Erzkathedrale, Grabmäler von Jan Amor Tarnowski Barbara z Tęczyńskich Tarnowskis in der Marienbasilika in Tarnów, Grabmal Jan Kamienieckis im Krosnoer Franziskanerkloster), und insbesondere Bartolomeo Berrecci, ein Schüler Andrea Ferruccis, der vor allem auf dem Wawel und in Krakau tätig war, wo er den Renaissance-Umbau des Schlosses nach Francesco Fiorentino zusammen mit Benedikt von Sandomir vollendete und die Sigismund-Kapelle an der Wawel-Kathedrale mit den Grabmälern der letzten Jagiellonen schuf, die als formtreustes Beispiel der italienischen Renaissance außerhalb Italiens gilt. Berreccis Sigismundkapelle wurde zum Vorbild für zahlreiche weitere Renaissance-Kapellen in ganz Polen-Litauen, unter anderem für die Vasa-Kapelle der Wawel-Kathedrale, die Myszkowski-Kapelle der Krakauer Dominikanerkirche und die Boim-Kapelle in Lemberg. Weitere Werke Berreccis und seiner Schüler sind das Lamento in der Martinskirche in Opatów, das Baldachim des Grabmals Ladislaus I., das Grabmal Piotra Tomicki und das Grabmal Jan Konarskis in der Wawel-Kathedrale, das Grabmal Jan Lubrańskis im Posener Dom und das Grabmal Mikołaj Szydłowieckis in der Sigismundkirche in Szydłowiec. Jan Michałowicz war ein polnischer Bildhauer und Architekt, der im Stil der italienischen Renaissance zahlreiche Grabmäler schuf, unter anderem von Filip Padniewski und Andrzej Zebrzydowski in der Zebrzydowski-Kapelle der Wawel-Kathedrale. Der Breslauer Sebastian Tauerbach und der Krakauer Hans Snycerz schnitzten die Wawel-Köpfe an der Decke des Abgeordnetensaals auf dem Wawel. Zur bürgerlichen Renaissance-Kunst zählt das Grabmal Seweryn Boners, des königlichen Bankiers von Sigismund I. dem Alten, in der Krakauer Marienkirche. Es geht auf die Werkstatt von Peter Vischer der Ältere zurück und wurde von Stanisław Samostrzelnik und Peter Flötner entworfen.
In der Renaissance-Malerei war der Mönch Stanisław Samostrzelnik in Krakau und im Kloster Mogila aktiv, wo er zahlreiche Fresken und Miniaturen schuf. Sein Stil wird als Übergang von der Spätgotik zur Renaissance beschrieben. Pietro Veneziano malte das Hauptbild des Renaissance-Altars der Wawel-Kathedrale, heute in der Marienkirche in Bodzentyn. Den Altar der Sigismundkapelle auf dem Wawel schufen die Nürnberger Hans Dürer, Peter Flötner, Georg Pencz und Pankraz Labenwolf. Sigismund II. August bestellte um 1550 in Brüssel insgesamt ca. 170 Wandteppiche für das Wawel-Schloss, die unter anderem von Pieter Coecke van Aelst geschaffen wurden. Weitere Wandteppiche wurden bei Jacob van Zeunen für die Wawel-Kathedrale bestellt. Für den Krakauer Königshof wurden auch weitere Werke bedeutender Renaissancekünstler im Ausland bestellt, unter anderem bei Lucas Cranach dem Jüngeren. Im Norden und Westen Polens und dem polnischen Lehen Herzogtum Preußen sowie in Schlesien, dass während der Renaissance zu Böhmen gehörte, und Pommern, das brandenburgerisch bzw. selbständig war, hielt die Reformation in Form des Augsburgerischen Bekenntnisses Einzug. Die Kunst dort folgte anders als in Süd- und Ostpolen nicht dem italienischen, sondern dem niederländischen Vorbild. Anstelle von üppigen Grabmälern sind schlichte Renaissance-Epitaphien in den Kirchen Danzigs oder Breslaus erhalten.
In der Renaissance entwickelte sich auch die Goldschmiedekunst in Polen-Litauen weiter. Bekanntestes Beispiel ist das Reliquiar des heiligen Stanislaus aus dem Kathedralschatz der Wawel-Kathedrale.
Renaissance-Kunst wird in Polen unter anderem von den Nationalmuseen in Warschau, Krakau (Europeum), Danzig, Breslau, Posen und Stettin, dem Czartoryski-Museum sowie dem Museum im Krakauer Wawelschloss gesammelt und ausgestellt.

## Manierismus

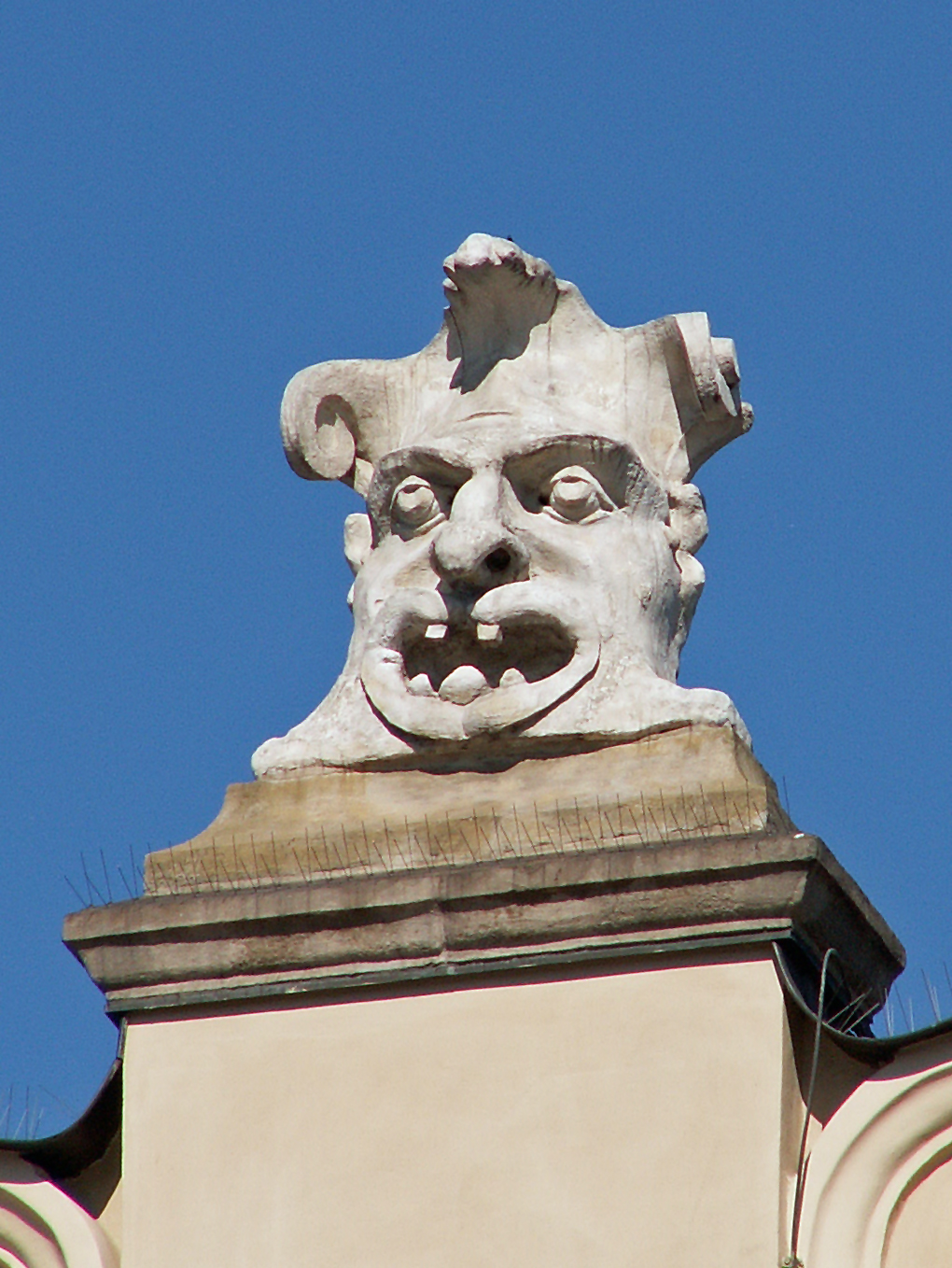
Santi Gucci, Mascaron, um 1558

Der Übergang von der Renaissance zum Manierismus fällt in Polen-Litauen in die Zeit um 1540/50, mit der Regierungszeit von Sigismund II. August. Ab etwa 1570 entwickelte sich im nördlichen Polen (Danzig) ein niederländisch geprägter Manierismus,  während in Kleinpolen (Krakau, Lemberg) und Großpolen (Posen) weiterhin die Italiener dominieren, insbesondere aus der Toskana und den Norditalienischen Städten. Ab etwa 1600 beginnt in der neuen Königsresidenz in Warschau unter Sigismund III. Wasa der Frühbarock, während in anderen Gegenden der Manierismus noch einige Zeit besteht.

### Bildhauerei
In der Zeit des Manierismus waren in Polen weiterhin die italienischen Bildhauer führend, allen voran Santi Gucci am Krakauer Königshof. Dieser schuf Grabmäler für die polnische Könige Sigismund II. und Stephan I. Bathory, sowie dessen Frau Anna Jagiellonica in der Kathedrale in Krakau, ebenso für Spytek Wawrzyniec Jordan in der Katharinenkirche in Kazimierz und für weitere Magnatenfamilien.
Girolamo Canavesi aus Mailand schuf eine Zwischenform aus italienischer Renaissance und niederländischem Manierismus. Er arbeitete ebenfalls für den polnischen Königshof in Krakau und schuf außerdem Grabmäler Stanisław Maleszewskis in der Krakauer Dominikanerkirche, für den Bischof Adam Konarski und die Magnatenfamilie Górka im Posener Dom, möglicherweise auch für Jakub Rokossowski in Szamotuły. Der Italiener Paolo Romano war in Lwów (Lwiw) tätig.
Balthasar Kunz war in Kleinpolen aktiv, wo er zahlreiche manieristische Altäre schuf, unter anderem in den Krakauer Kirchen Sankt Markus, Sankt Anna und der Heiligkreuz sowie das Chorgestühl der Fronleichnamkirche in Kazimierz, ebenfalls im Klarissenkloster Stary Sącz und der Johanneskirche in Skalbmierz, in Szydłowiec und Kurozwęki.
Als weiteres Beispiel eines manieristischen Altars in Kleinpolen kann der Hauptaltar in der Fronleichnamkirche in Biecz von einem unbekannten Schnitzer gelten.
Die Schüler von Jan Michałowicz, Jan Biały und Sebastian Czeszek, brachten den Krakauer Stil des Renaissance-Grabmals in der zweiten Hälfte des 16. Jahrhunderts nach Lwów (Lwiw) und Umgebung, wo sie unter anderem das Grabmal Katarzyna Ramułtow schufen. Ein Vertreter der bürgerlichen Bildhauerkunst war der Krakauer Architekt Gabriel Słoński. Von ihm sind zahlreiche Renaissance und Manierismus Portale an Krakauer Bürgerhäusern erhalten. Zur bürgerlichen Kunst zählen auch die von den Schülern Santi Guccis in der Krakauer Marienkirche geschaffenen Grabmäler der italienischen Kaufmannsfamilien Montelupi und der Cellari. In derselben Kirche befindet sich das manieristische Chorgestühl von Fabian Möller. Der graubündner Bildhauer Gaspare Fodiga war in Chęciny und Umgebung tätig.
In Danzig, war der aus Flandern stammende Bildhauer und Architekt Willem van den Blocke tätig, der den flämisch und niederländisch geprägten Manierismus ausbreitete. Er schuf Epitaphe, Grabmäler und Kenotaphe in Danzig, Thorn, Elbing, Oliva, Vilnius und weiteren Orten. Danziger Marienkirche Epitaphe für Edward Blemke und die Familie Brandes, in der Elbinger Nikolaikirche das Epitaph Valentin Bodeckers, in der Thorner Marienkirche das Epitaph der Stroband, das Grabmal der Koss im Dom zu Oliva, das Grabmal Marcin Berzewic in Lisnowo (1939 zerstört), das Kenotaph der Báthory in der Andreaskirche in Barczewo, das Grabmal Piotr Tarnowskis in der Marienkirche in Łowicz sowie das Grabmal Stanisław Pius Radziwiłłs in der Franziskuskirche in Vilnius. Grabmäler in den Kathedralen von Uppsala, Linköping und Odense wurden von ihm geschaffen. Daneben gehen auch zahlreiche Portale bürgerlicher Häuser in Danzig und Thorn auf ihn zurück. Auch Willems Sohn Abraham van den Blocke war ein Danziger Bildhauer. Seine Werke trugen anfangs ebenfalls die Züge des Manierismus. Sein Hauptwerk ist jedoch bereits vom Frühbarock geprägt.

### Malerei

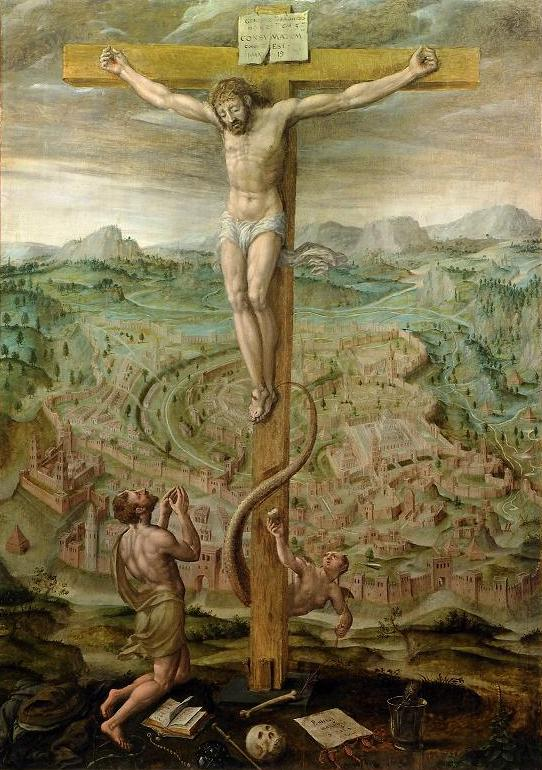
Vredeman de Vries, Allegorie, um 1595

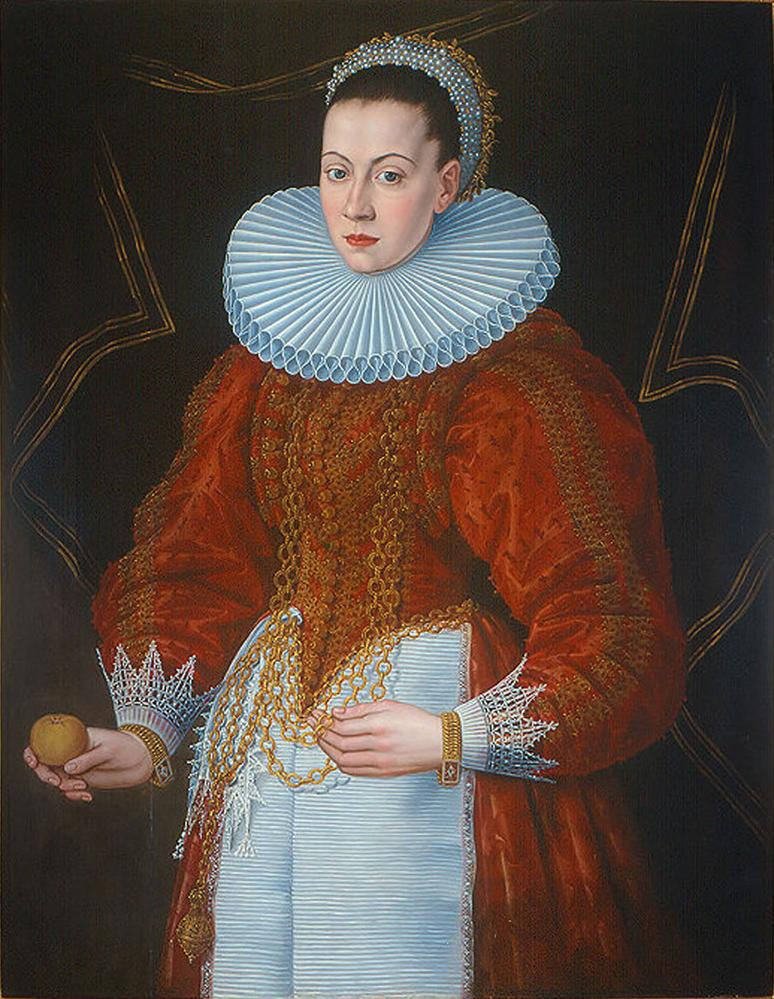
Anton Möller, Danziger Patrizierin, 1598

Der Maler Hans Vredeman de Vries aus Antwerpen war einige Jahre in Danzig tätig und prägte den dortigen Manierismus. Sein mutmaßlicher Schüler Izaak van den Blocke vollendete dessen Werk an Deckengemälden im  Rechtstädtischen Rathauses, von denen die Allegorie des Danziger Handels die bekannteste ist, und schuf weitere Deckengemälde in Danziger Bürgerhäusern.
Anton Möller war ein weiterer Vertreter des Manierismus in Danziger Malerei. Auch er schuf Deckengemälde für das Rechtstädtische Rathaus, den Artushof, die Katharinenkirche, Marienkirche und zahlreiche Patrizierhäuser in Danzig sowie einige Porträts, unter anderem das Modell der Welt und der Danziger Gesellschaft, den Bau des Tempels, das Jüngste Gericht, die Almosen-Tafel und das Epitaph Jacob Schmidts.
Am Krakauer Königshof war der Breslauer Martin Kober als Porträtmaler der wechselnden polnisch-litauischen Königsfamilien am Ende des 16. Jahrhunderts tätig. Zu seinen bekanntesten Porträts zählen die von Stephan I. Báthory, Sigismund III. Vasa, Anna Jagiellonica, sowie des Kronprinzen
Ladislaus IV. Vasa. In Lemberg und Galizien war der armenische Maler Szymon Boguszowicz im frühen 17. Jahrhundert tätig, der ebenfalls Porträts und ein Schlachtenbild malte. 

## Barock

### Epochen
Auch der Barock kam nach Polen aus Italien. Diese Kulturepoche lässt sich in Polen-Litauen in drei Abschnitte einteilen. Der Frühbarock dauerte von etwa 1590/95 bis 1660/70, er ist mit der Regierungszeit .König Sigismund III. Vasa und seiner beiden Söhne verbunden, weshalb er auch als Vasa-Stil bezeichnet wird. Dabei überlappen sich Frühbarock und Manierismus. Während Sigismund III. Vasa,  von Anfang seiner Regentschaft den Frühbarock förderte und entsprechende Künstler aus der italienischen Schweiz und Rom nach Polen-Litauen holte, war die Königinwitwe seines Vorgängers Anna Jagiellonica weiterhin dem Manierismus treu.  In der Gegend um Lublin entwickelte sich Ende des 16. und Anfang des 17. Jahrhunderts ein eigener Stil, der als Lubliner Renaissance bezeichnete wird.
Der Hochbarock .dauerte von etwa. von 1670 bis 1700 und fällt mit den Regierungszeiten der Könige Michael I. und Johann III. Sobieski zusammen, er wird daher auch als Sobieski-Stil bezeichnete. In dieser Zeit setzte sich der Barock in Polen ganz durch.
Der Spätbarock wurde vor allem in Nord- und Kleinpolen umgesetzt, während sich der neue sächsische König August II. in seiner Hauptstadt Warschau nahtlos dem Rokoko zuwandte.

### Bildhauerei
Frühbarock
Der polnische Frühbarock ist vor allem durch die Werke des italienischen Bildhauers Bernini beeinflusst.
Ein wichtiges Ereignis für die frühbarocke Bildhauerkunst in Polen war die Anlegung von Marmorsteinbrüchen in Dębnik unweit von Krakau. Der schwarze, weiße und gelbe Marmor wurde für viele barocke Statuen in ganz Polen verwendet.
So ist zum Beispiel die Innenausstattung der Vasa-Kapelle in der Wawel-Kathedrale und die Zbarski-Kapelle der Dominikanerkirche in Krakau aus diesem Material. Als Bildhauer und Projektant dieser Kapellen sind insbesondere die Italiener (bzw. Tessiner) Giovanni Battista Trevano, Matteo Castelli, Constantino Tencalla und Sebastian Sala hervorzuheben. Weitere charakteristische Grabmäler des Frühbarock aus diesem Marmor sind das Grabmal Andrzej Trzebickis in der Krakauer Peter-und-Paulkirche, das Grabmal Piotr Tylickis in der Wawel-Kathedrale oder das Grabmal Piotr Opalińskis in der Zirker Marienkirche in Sieraków. Giovanni Battista Falconi war ein Stuckateur am Hof der Vasa-Könige, der unter anderem in der Vasa-Kapelle, der Krakauer Peter-und-Paulkirche, der Sebastian-Kapelle des Krakauer Kamaldulenserklosters, der Zamośćer Kollegiatkirche, der Lubliner Stanislausbasilika, der Krosnoer Franziskanerkirche, der Klimontówer Josephskirche, der Schlosskapelle der Burg Podhorce, am Schloss Baranów Sandomierski, am Schloss Nowy Wiśnicz und der Rzeszówer Heiligkreuzkirche tätig war.
Die wohl erste frühbarocke Plastik in Polen ist der Danziger Neptunbrunnen von Abraham van den Blocke mit der Hauptfigur von den aus Flandern stammenden Peter Husen und Johann Rogge. Abraham van den Blocke gilt als wichtigster Vertreter des Frühbarocks unter den Danziger Bildhauern. Er schuf den Hauptaltar der Johanneskirche sowie die detailreiche Ausschmückung der Fassaden des Arturhofs, des Großen Zeughauses, des Goldenen Tors, des Goldenen Hauses und des Hauses der Äbte in Pelplin sowie vollendete zahlreiche Aufträge aus ganz Nordpolen, die sein Vater erhalten hatte. Das Epitaph Marchese Bonifazio Orias und das Grabmal Simon und Judith Bahrs in der Danziger Marienkirche gehen auch auf ihn zurück.
Das wohl bekannteste frühbarocke und gleichzeitig erstes weltliches Denkmal Warschaus ist die Sigismundssäule von Agostino Locci und Constantino Tencalla, die Władysław IV. Wasa zu Ehren seines Vaters Sigismund III. Vasa vor dem Warschauer Königsschloss aufstellen ließ.
Hochbarock
Vorbild des polnischen Hochbarocks waren vor allem Werke französischer Bildhauer. Es waren die gebürtigen Römer Giovanni Battista Gisleni (Hauptaltar der Wawel-Kathedrale, Vasa-Obelisk in Wyszków, zahlreiche Grabmäler in den Kathedralen in Krakau und Vilnius) und Giovanni Francesco Rossi (Büsten des Königspaars Johann II. Kasimirs und Luisa Maria Gonzagas, das Grabmal Piotr Gembickis in der Wawel-Kathedrale sowie zahlreiche Grabmäler in der Wilnaer Kathedrale) die führenden Bildhauer in Polen-Litauen. Der Tessiner Stuckateur Baldassare Fontana war in Krakau tätig, wo er unter anderem in der Annakirche, Karmeliterkirche und Klarissenkirche sowie in der Klarakirche in Altsandez arbeitete.
Der gebürtige Danziger Andreas Schlüter war ebenfalls für den polnischen Königshof in Warschau und Wilanów tätig, wo er unter anderem die Statuen für den Wilanów-Palast, das Epitaph Adam Konarskis im Frauenburger Dom, das Grabmal der Sobieskis in Żółkiew, das Tympanon am Krasiński-Palast, den Hauptaltar der Antoniuskirche in Czerniaków, das Kruzifix der Węgrówer Antoniuskirche und das Grabmal Jan Małachowskis in der Wawel-Kathedrale schuf. Jerzy Hankis war als Schnitzer in Krakau aktiv, wo er unter anderem den Hauptaltar der Kirche Maria auf dem Sande schnitzte. Simone Giuseppe Belotti schuf in der Krakauer Vorstadt in Warschau die Säule der Passauer Madonna mit Kind.
Spätbarock
Während des Spätbarocks war Francesco Placidi der bedeutendste Bildhauer in Polen-Litauen. Auf ihn gehen die Grabmäler für König Johann II. Sobieski und Marie Casimire Louise de la Grange d’Arquien, sowie Michael I. und Eleonore von Österreich in der Wawel-Kathedrale zurück. Er war auch verantwortlich für den Umbau der Lipski-Kapelle in der Wawel-Kathedrale, zahlreiche Altäre in der Wawel-Kathedrale und Krakauer Marienkirche und den Umbau der Fassade der Krakauer Piaristenkirche. Der Jesuit Dawid Heel schuf die Figuren vor und an der Krakauer Peter-und-Paulkirche und der Krasnystawer Franziskuskirche. Antoni Frąckiewicz schnitzte die Innenausstattung des Prämonstratenserinnenklosters in Imbramowice, den Hauptaltar der Krakauer Johanneskirche, den Hauptaltar der Kliecer Kathedrale, die Kanzel der Krakauer Annakirche und zahlreiche Heiligenfiguren für unter anderem die Abtei Tyniec.
Während des Barock wurde auch die Orgelbaukunst in Polen-Litauen gepflegt. Barocke Orgeln sind in der Leżajsker Basilika, der Johanneskirche in Kazimierz Dolny, der Posener Jesuitenkirche, im Dom zu Oliva und im Dom zu Cammin (während des Barock schwedisch) erhalten.

### Malerei
Frühbarock

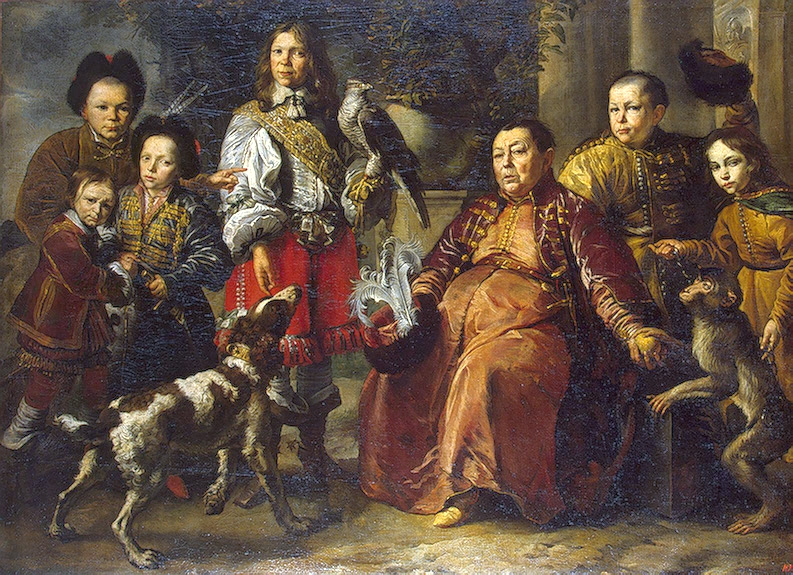
Daniel Schultz, Porträt einer Familie, 1664

Zu den frühbarocken Malern gehörten Geistliche, unter anderem der Bernhardiner Franciszek Lekszycki, der von Rubens und van Dyck beeinflusst war, und den Totentanz und den Altar in der Krakauer Bernhardinerkirche sowie zahlreiche Bilder in der Marienbasilika in Kalwaria Zebrzydowska, Leżajsk, Lwów, Przeworsk, Vilnius, Warschau und Borek schuf,
Krzysztof Boguszewski, der Altargemälde  für den Posener Dom schuf, sowie der anonyme Maler des Totenrads der Augustinerkirche in Krakau.
Der bedeutendste Maler des Frühbarock in Polen war jedoch der von Sigismund III. Vasa engagierte Italiener Tommaso Dolabella, der zahlreiche Gemälde für den Königshof und Kirchen in ganz Polen malte. Seine Bilder mit religiöser und historischer Thematik hängen in zahlreichen Kirchen, insbesondere im Krakauer Dominikanerkloster, im Kamaldulenserkloster Krakau, in der Krakauer Fronleichnamkirche, der Lubliner Stanislauskirche, dem Bischofspalast Kielce sowie auf dem Wawel, von denen die Schlacht bei Lepanto die bekannteste ist. Seine Schüler Astolfo Vagioli und Zachariasz Dzwonowski vollenden viele Arbeiten von, unter anderem acht Gemälde für das Krakauer Augustinerkloster. Insbesondere in Krakau wurde die bis dahin gotische Innenausstattung der meisten Kirchen durch monumentale barocke Gemälde ersetzt, so zum Beispiel in den barockisierten Kirchen Sankt Katherina und Corpus Cristi in Kazimierz, oder auch im Kloster Pelplin.
In Polnisch-Preußen waren während des Frühbarocks Herman Han (in den Klöstern Pelplin und Oliva), der Porträtmaler der Danziger Patriziariats Andreas Stech, sowie Daniel Frecher (?), Daniel Schultz und Bartholomäus Strobel tätig, deren Kunst sich um die Mitte des 17. Jahrhunderts stark an den Werken Rembrandt van Rijn orientierte. Die letzteren beiden Genannten waren auch zeitweise als Hofmaler in Warschau engagiert.
Hochbarock

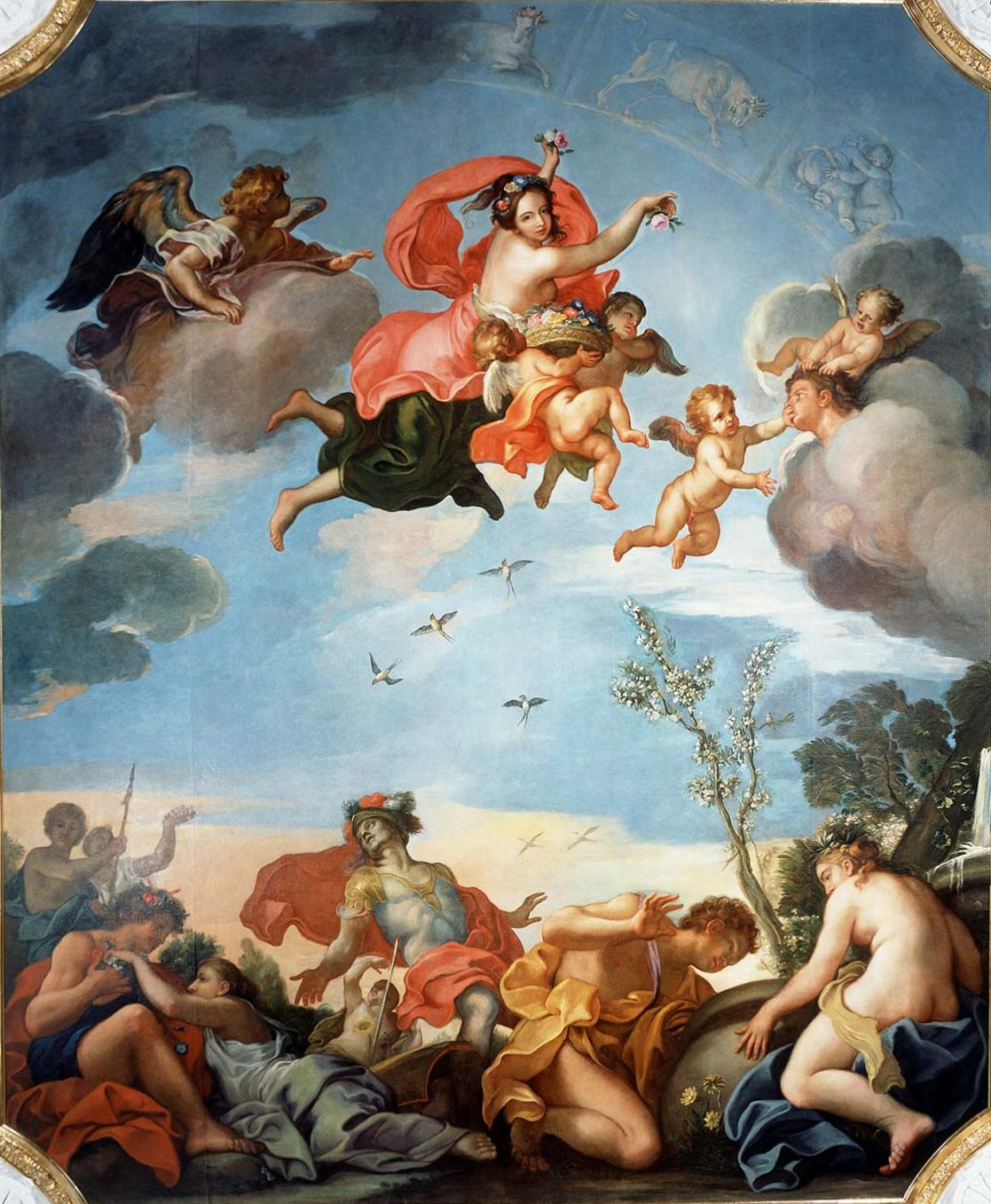
Jerzy Siemiginowski-Eleuter, Allegorie des Frühlings, 1668

Jerzy Siemiginowski-Eleuter stieg zum bedeutendsten Maler am Hof Johann III. Sobieski auf, der zahlreiche Porträts der Königsfamilie sowie die allegorischen Fresken in der neuen Residenz Wilanów bei Warschau sowie in der Krakauer Annakirche schuf. Weitere bedeutende Maler am Hof waren die Italiener Jan Tricius und Michelangelo Palloni (in Kathedrale in Wilna, insbesondere die Fresken der Kasimir-Kapelle, die Wilnaer Peter-und-Paulkirche, das Kamaldulenserkloster Warschau, das Kloster Łowicz, das Kloster Pažaislis in Litauen, sowie mehrere Kirchen in Węgrów), der Warschauer Jan Reisner, der Schwede Karl Dankwart (in Krakauer Annakirche), der Österreicher Martino Altomonte (in Kloster Heiligelinde und Kirchen in Krakau und Vilnius sowie in den Residenzen Sobieskis in Podhorce sowie Żółkiew) sowie die Franzosen Claude Callot und François Desportes.
Immer beliebter wurde die Sargmalerei, bei der zum Zweck der Totenfeier Porträts des Verstorbenen in Form der Querschnittsform des Sarges gemalt wurden. Diese wurden entweder bei der Bestattung an den Sarg befestigt oder in der Kirche, in der der Verstorbene bestattet worden ist, aufgestellt.
Schlesien
In Schlesien, das damals zum Habsburgerischen Königreich Böhmen gehörte, war unter anderem Michael Willmann aktiv, der unter anderem die Deckenfresken in den Klöstern Leubus und Grüssau schuf.
Polnische Maler im Ausland
Wojciech Bobowski war am Sultanshof in Istanbul, Teodor Bogdan Lubieniecki unter anderem am preußischen Königshof in Berlin und Marcin Teofilowicz in Tirol tätig.
Spätbarock

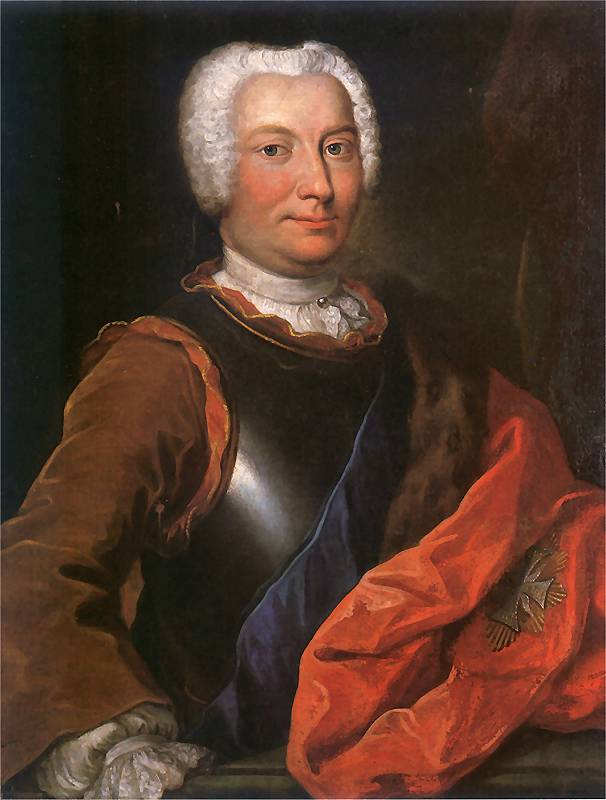
Szymon Czechowicz: Jan Czapski, vor 1742

Zu den spätbarocken Malern, die bereits vom Rokoko beeinflusst waren, zählten Szymon Czechowicz und Tadeusz Kuntze.
Der Kunstgeschmack am polnischen Königshof ging vom Hochbarock fast nahtlos in den Rokoko über, so dass in Warschau relativ wenig in Stil des Spätbarock gemalt wurde.
In der Provinz und auch im böhmischen Schlesien konnte sich der Spätbarock dagegen behaupten.
Der Breslauer Maler Georg Wilhelm Neunhertz war in den Klöstern Jasna Góra (Tschenstochau), Ląd, Kloster Himmelwitz, Liebenthaler Kloster, Sagan, Heiligberg bei Gostyń sowie der Neumarkter Andreaskirche, Schömberger Heilige-Familie-Kirche und Bunzlauer Marienkirche tätig, ebenso am Schloss Rydzyna.
Der Münchner Freskenmaler Felix Anton Scheffler war in den Klöstern Leubus, Grüssau, Glatz sowie der Hirschberger Gnadenkirche Liebauer Marienkirche und der Neißer Peter-und-Paulkirche tätig, ebenso an der Universität Breslau.
Der Italiener Wilhelm Italiano war in Kleinpolen tätig. Von ihm sind Fresken in Kloster Imbramowice und der Krakauer Marienkirche erhalten.
In Ostpolen entwickelte sich zu dieser Zeit eine eigene Form des ukrainischen Barock und der Ikonenmalerei.
Schlesien
Die Aula Leopoldina der Universität Breslau wurde von Christoph Tausch, Franz Joseph Mangoldt, Johann Christoph Handke und Krzysztof Hollandt gestaltet. In Teschener Schlesien waren Ludwik Antoni Brygierski, Wawrzyniec Cieszyński und Piotr Brygierski tätig.

## Rokoko

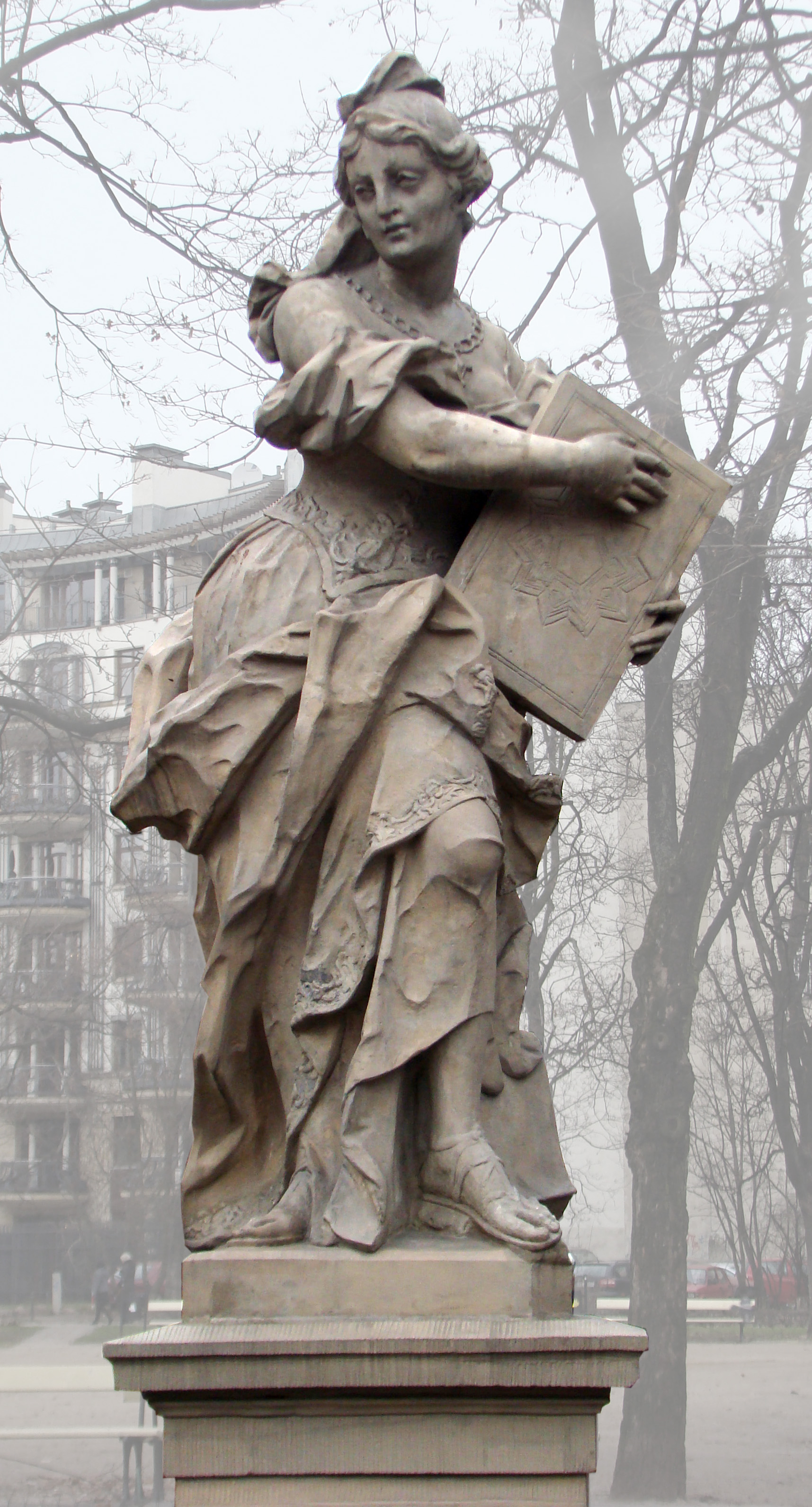
Skulptur von Johann Georg Plersch, Sächsischer Garten, Königsschloss Warschau

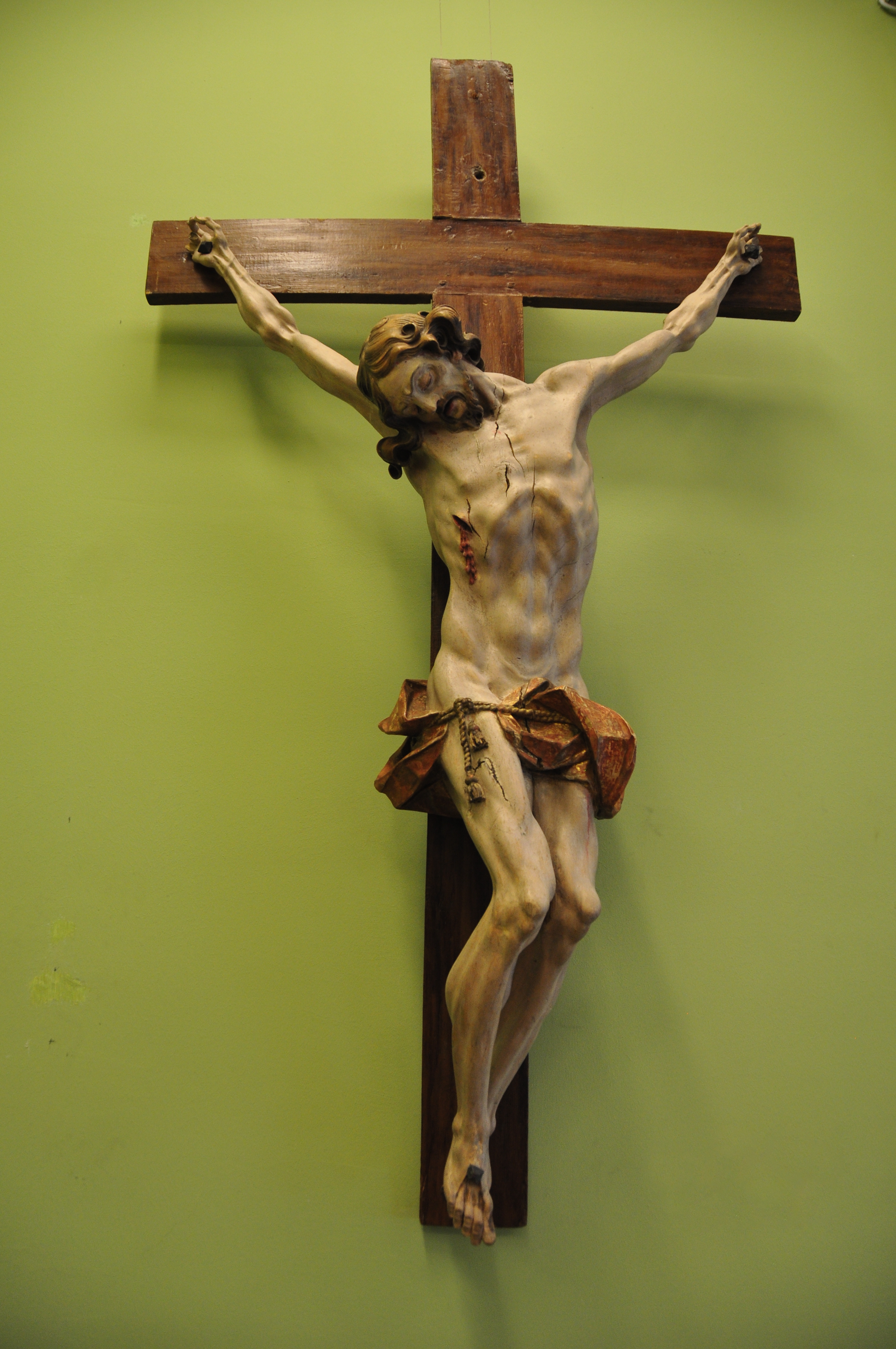
Kruzifix von Johann Georg Pinsel, 1755/60

König August der Starke holte viele Künstler aus Sachsen, die insbesondere am Königshof in Warschau tätig waren.
Bildhauer 
Zur sächsischen Zeit war der Bildhauer Johann Georg Plersch (Grabmal Jan Tarłos in der Jesuitenkirche, die Innenausstattung der Visitantinnen-Kirche und Karmelitenkirche in Warschau, sowie die allegorischen Figuren im Sächsischen Garten) am Königshof in Warschau tätig. In Lemberg (Lwów) waren die Schnitzer und Bildhauer Maciej Polejowski (Altäre in Kathedrale Lwów und Kathedrale Sandomierz), Sebastian Fesinger (Figuren in der Dominikanerkirche und der Trinitarierkirche Lwów, der Franziskanerkirche Przemyśl, der Josephskirche Boćki sowie im Lubomirski-Palast Lwów), Antoni Osiński (Figuren in der Warschauer Dominikanerkirche sowie der Leżajsker Marienbasilika) und insbesondere Johann Georg Pinsel (unter anderem Figuren für das Rathaus Butschatsch die griechisch-katholische Erzkathedrale Lwów, die Allerheiligenkirche Hodowice, die Marienkirche Horodenka sowie der Martinskirche Lwów) tätig, die die Lemberger Rokoko-Schule begründeten. In Krakau und Umgebung wirkten die Rokoko-Schnitzer Wojciech Rojowski und Piotr Kornecki (unter anderem Hauptaltar in der Nikolauskirche Bochnia). In Danzig schuf der Rokoko-Bildhauer Johann Heinrich Meißner, der die Figuren an der kleinen Orgel in der Danziger Johanneskirche, der großen Orgel in der Danziger Marienkirche sowie die Rokoko-Kanzel in derselben Kirche.
Malerei
Am Warschauer Königshof waren die Rokoko-Maler Anton Ignaz Hamilton (Tierszenen und Stillleben), Louis-François Marteau (Porträtmaler), Józef Meyer (unter anderem Fresken in der Lubliner Johanneskathedrale) und Johann Samuel Mock (Porträtmaler, Gemälde für das Königliche Schloss Warschau und das Grodner Königsschloss, historische Gemälde, wie der Einzug August II. in Warschau  ) sowie dessen Schüler Łukasz Smuglewicz (Deckenfresken in der Zwierzyniecer Nepomukkirche und der Kuppel der Podhorcer Josephskirche sowie das erste Projekte des Tempels der Göttlichen Vorsehung) und Johann Benedikt Hoffmann für August III. tätig. Die Maler Szymon Czechowicz und Tadeusz Kuntze gingen in ihrem Spätwerken vom Spätbarock zum Rokoko über.

## Klassizismus
Der Übergang vom Rokoko zum Klassizismus erfolgte relativ abrupt mit dem Ende der Wettiner-Dynastie und dem Beginn der Regentschaft Stanislaus II. Augusts in den 1760er Jahren. Die erste Phase des Klassizismus fällt mit der Regierungszeit Stanislaus II. August, die mit der dritten Polnischen Teilung 1795 endete, zusammen und wird daher als Stanislaus-Stil bezeichnet. Der Klassizismus dauert danach bis in die 1820er Jahre fort, war nicht mehr der einzige Kunststil, da der Romantismus ihm seit Anfang des 19. Jahrhunderts Konkurrenz machte.
Im Stanislaus-Stil schuf der aus Frankreich stammende Bildhauer André le Brun, der unter anderem zusammen mit dem gebürtigen Österreicher Franz Pinck das Denkmal Johann III. Sobieski in Warschau im Łazienki-Park und zahlreiche weitere Figuren in diesen Park sowie zahlreiche Statuen im Warschauer Königsschloss und Schloss Kozienice schuf. André Le Bruns Schüler war der Italiener Giacomo Monaldi, der ebenfalls für das Warschauer Königsschloss, den Myślewicki-Palast und die Warschauer Annakirche arbeitete.
Der wichtigste Bildhauer des späten Klassizismus in Polen war der Däne Bertel Thorvaldsen, der viele Denkmäler in Warschau, Krakau und Lemberg schuf, unter anderem das Józef-Poniatowski-Denkmal, das Nikolaus-Kopernikus-Denkmal, das Grabmal Stanisław Małachowskis in der Warschauer Heiligkreuzbasilika, das Grabmal Artur Stanisław Potockis in der Potocki-Kapelle in der Wawel-Kathedrale sowie weitere Werke unter anderem auf dem Schloss Łańcut sowie Warschauer Bürgerhäusern. Schüler Thorvaldsen war Jakub Tatarkiewicz, der unter anderem das Potocki-Mausoleum sowie zahlreiche Grabmäler auf dem Powązki-Friedhof schuf. Anton Schimser und Hartmann Witwer waren in Lemberg tätig, wo sie zahlreiche Figuren für Bürgerhäuser sowie Grabmäler auf dem Lützenhofer Friedhof entwarfen.
Am Warschauer Königshof war unter Stanislaus II. August die aus Italien stammenden Maler Bernardo Bellotto, genannt Canaletto (zahlreiche Warschau- und Rom-Veduten für das Schloss Ujazdów und das Warschauer Königsschloss, unter anderem das Warschauer Panorama von Praga, sowie die Historienbilder der Einzug des Gesandten Jerzy Ossoliński in Rom im Jahre 1633 und die Wahl Stanislaus II. August zum polnischen König), Marcello Bacciarelli (Porträts der Mitglieder des Königshofs, insbesondere des Königs, sowie historische Gemälde und Wand- und Deckenfresken für das Warschauer Königsschloss und den Łazienki-Palast), der Sohn Johann Georg Plersch' Johann Gottlieb Plersch (Wandgemälde im Schloss Ujazdów, Decken- und Wandgemälde im Warschauer Königsschloss, Innenausstattung des Łazienki-Palasts, des Weißen Hauses und der Alten Orangerie im Warschauer Łazienki-Park, Wandgemälde im Nationaltheater Warschau sowie in zahlreichen Palästen um Warschau), der Porträtmaler Antoni Albertrandi und der Miniatur- und Porträtmaler Józef Kosiński.
Zu den Malern des späten Klassizismus gehörte der aus Frankreich stammende Historienmaler Jean Pierre Norblin de La Gourdaine, der neben Warschau auch auf den Schlössern Nieborów und Arkadia sowie Puławy tätig war, die Söhne Łukasz Smuglewicz' Antoni Smuglewicz (unter anderem Fresken in der Podhorcer Nikolauskirche) und Franciszek Smuglewicz (unter anderem Fresken in der Universität Vilnius), sowie dessen Schüler Józef Peszka (unter anderem Historiengemälde und zahlreiche Ansichten von Krakau), und der Aquarellmaler Zygmunt Vogel (unter anderem zahlreiche Ansichten von Warschau). Zur Wilnaer Kunstschule gehörten Jan Rustem, Józef Oleszkiewicz und Mateusz Tokarski.

## Romantik, Historismus und Jugendstil

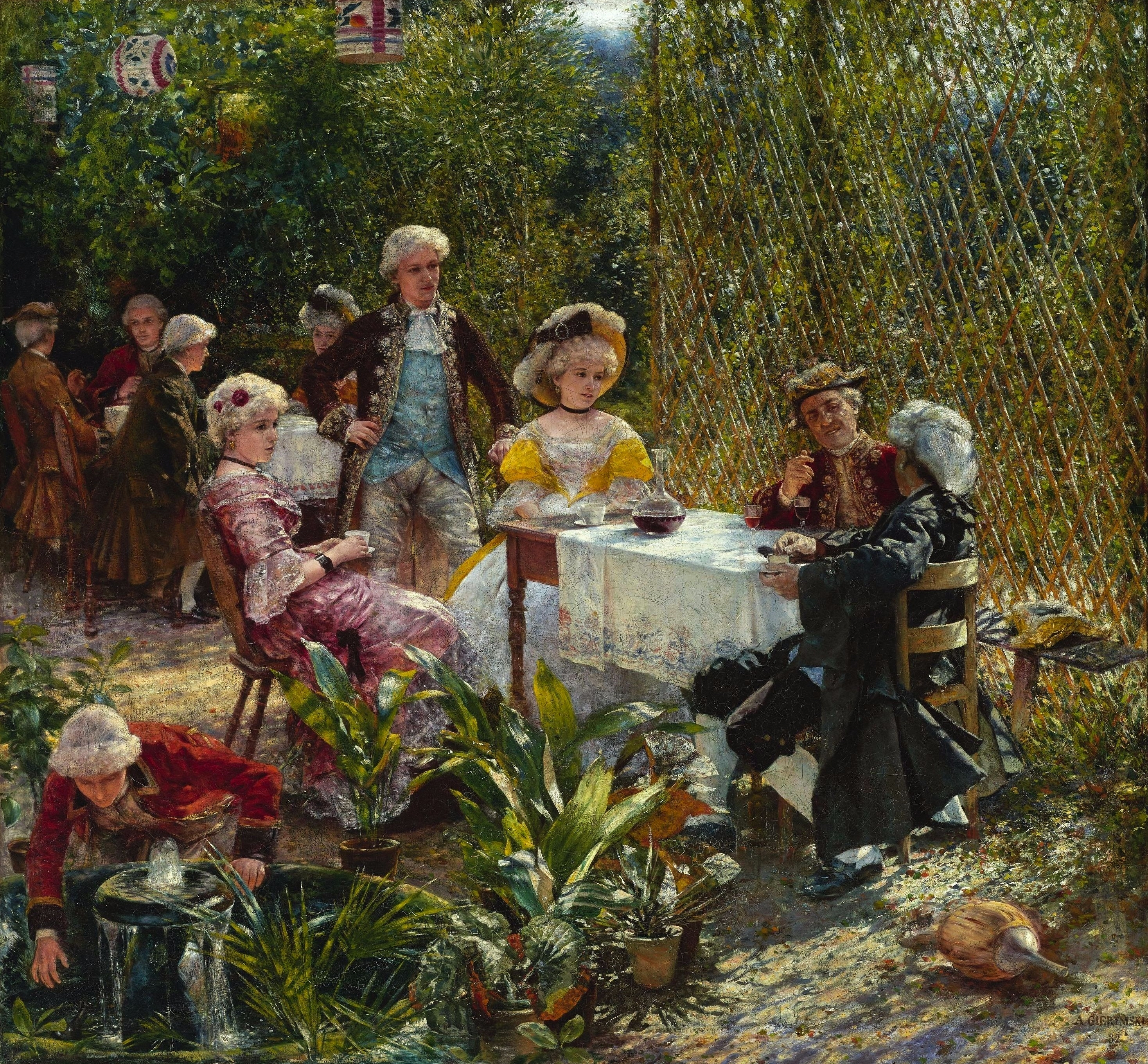
Aleksander Gierymski, Im Salettl

Zu Beginn des 19. Jahrhunderts, von den napoleonischen Kriegen bis zum Januaraufstand konkurrierten in der polnischen Kunst der klassische und der romantische Stil, der sich in den 1830er Jahren durchsetzte und nach dem Januaraufstand vom Positivismus und Historismus abgelöst wurde. Um 1900 dominierte der Jugendstil, der insbesondere in Galizien als Junges Polen bezeichnet wird.
Bedeutende Bildhauer des 19. Jahrhunderts waren Konstanty Hegel (unter anderem das Syrenka-Denkmal auf dem Warschauer Marktplatz und die Quadriga am Warschauer Großen Theater), Leonard Marconi (unter anderem Epitaph Frédéric Chopins in der Warschauer Kreuzbasilika, Figuren an der Fassade der Lemberger Universität – damals des Galizischen Landtags, Lemberger Aleksander Fredro Denkmal heute Breslau, Krakauer Tadeusz Kościuszko Denkmal sowie Skulpturen am Warschauer Kronenberg-Palast, Lemberger Hotel Gorge, der Lemberger Galizischen Sparkasse sowie Grabmäler auf dem Lemberger Lützenhofer Friedhof), Andrzej Pruszyński (unter anderem Christus-Statue vor der Warschauer Heiligkreuzkirche, Marien-Statue vor der Warschauer Karlskirche, Statuen in der Warschauer Villa Rau und dem Warschauer Bogusławski-Palais sowie zahlreiche Grabmäler auf dem Powązki-Friedhof, dem Warschauer Evangelisch-Augsburgischer Friedhof und dem Warschauer Jüdischen Friedhof), Wacław Szymanowski (Denkmäler und Figuren im Jugendstil, insbesondere das Warschauer Chopin-Denkmal, Grabmäler auf dem Powązki-Friedhof, Figuren in dem Warschauer Romuald Traugutt Park sowie zahlreiche Grabmäler auf dem Krakauer Rakowicki Friedhof). In Krakau war auch Teodor Rygier tätig, der unter anderem das Krakauer Adam-Mickiewicz-Denkmal sowie Figuren am Krakauer Kunstpalast schuf. In Lemberg war Antoni Popiel aktiv, der unter anderem das Lemberger Adam-Mickiewicz-Denkmal, Lemberger Kornel-Ujejski-Denkmal heute in Stettin, das Tadeusz-Kościuszko-Denkmal vor dem Weißen Haus in Washington, D.C. (eine Kopie befindet sich seit 2010 vor dem Warschauer Lubomirski-Palast) sowie Figuren an der Lemberger Oper schuf. Kazimierz Chodziński schuf das Kazimierz-Pułaski-Denkmal ebenfalls vor dem Weißen Haus in Washington sowie das das Tadeusz-Kościuszko-Denkmal in Chicago. Antoni Wiwulski errichtete das Krakauer Grunwalddenkmal sowie die Dreikreuzgruppe in Vilnius. Bolesław Bałzukiewicz wirkte ebenfalls vor allem in Vilnius, wo er unter anderem das Stanisław Moniuszko Denkmal sowie zahlreiche Grabmäler auf dem Wilnaer Rosa-Friedhof schuf. Cyprian Godebski schuf unter anderem das Warschauer Adam Mickiewicz Denkmal, das Krakauer Alexander Fredro Denkmal sowie das Lemberger Artur Grottger Denkmal in der Lemberger Dominikanerkirche. Antoni Madeyski schuf das Grabmal der Königin Hedwig Anjou und das Grabmal des Königs Władysław III. in der Wawel-Kathedrale. Pius Weloński schuf zahlreich Skulpturen unter anderem im Krakauer Planty Park.
Die romantische Malerei entwickelte sich in Polen nach den Teilungen und behandelte meist politische oder mythologische Themen. Bekannte Vertreter des Romantismus in der polnischen Malerei waren Walenty Wańkowicz, Piotr Michałowski, Henryk Rodakowski und Artur Grottger. Bekanntester Vertreter der Akademischen Kunst war Henryk Siemiradzki. Józef Szermentowski war der wohl bedeutendste polnische Landschaftsmaler des 19. Jahrhunderts. Im Zeitalter des Positivismus dominierte die Historienmalerei, deren bekannteste Vertreter Juliusz Kossak, die Brüder Maksymilian und Aleksander Gierymski sowie Jan Matejko sein dürften. Weitere wichtige Vertreter des Realismus waren Anna Bilińska-Bohdanowiczowa, Józef Brandt, Teodor Buchholz, Józef Chełmoński, Ludwik Gędłek, Wojciech Gerson, Henryk Grabiński, Antoni Gramatyka, Stanisław Grocholski und Jan Gwalbert Olszewski. Matejkos Schüler Józef Mehoffer und Stanisław Wyspiański entwickelten die sezessionistische Richtung Junges Polen, zu der auch Ludwik Eugeniusz Dąbrowa-Dąbrowski, Jacek Malczewski sowie Edward Okuń gehörten. Bekannte Vertreter des Impressionismus waren Stanisław Chlebowski, Jan Ciągliński, Julian Fałat, Władysław Podkowiński, Józef Pankiewicz und Olga Boznańska. Zu den polnischen Expressionisten gehörten Wojciech Weiss, Leon Weissberg, Witold Wojtkiewicz, Ryszard Woźniak, Stanislaw Kubicki, Konrad Krzyżanowski, Wincenty Drabik, Waldemar Cwenarski, Marian Bohusz-Szyszko und Andrzej Awsiej. Zu den Naturalisten werden Feliks Brzozowski und Janina Płoska gezählt. Als Symbolisten gelten Wlastimil Hofman, Ferdynand Ruszczyc, Kazimierz Stabrowski, Władysław Ślewiński und Witold Wojtkiewicz.

## Zweite Polnische Republik

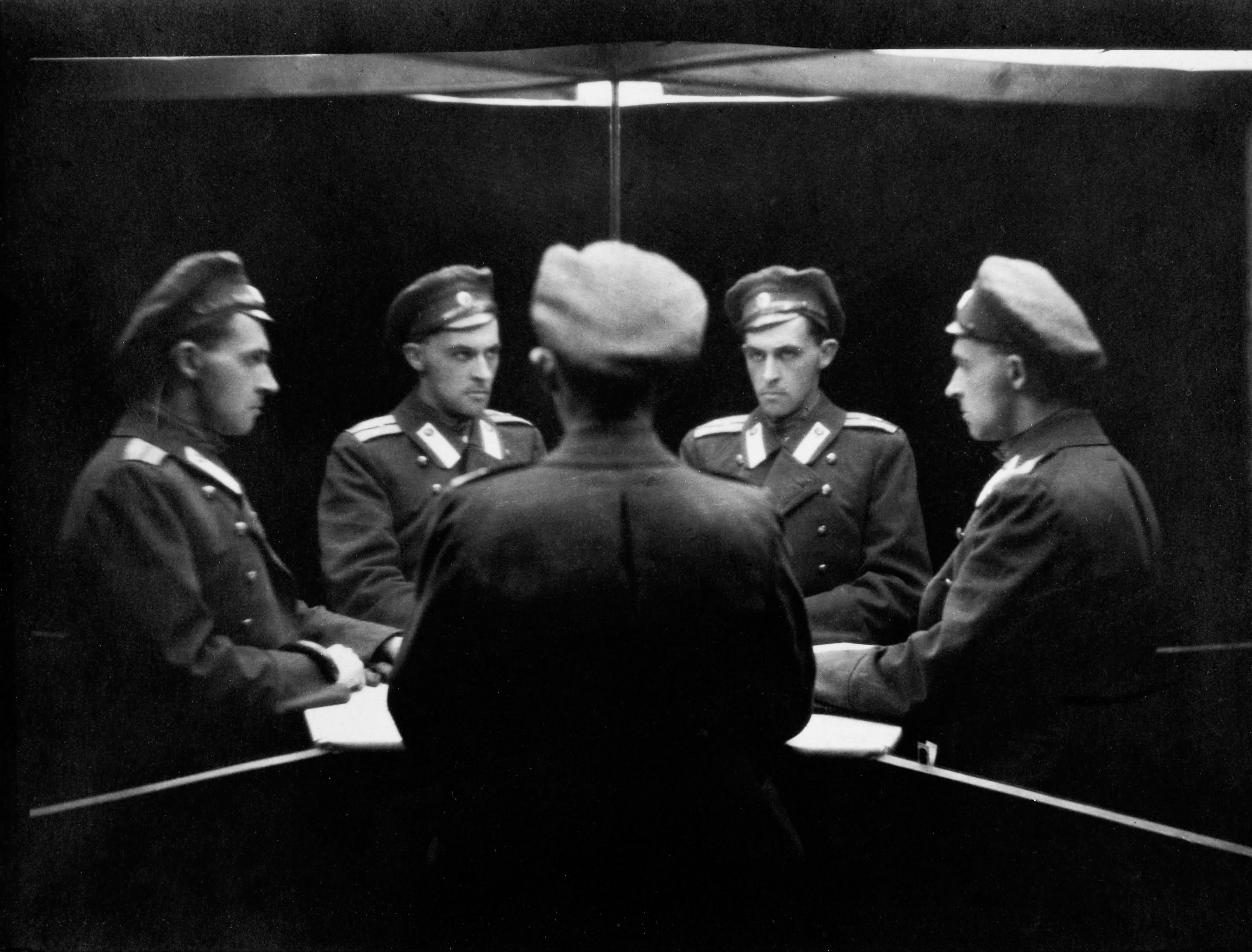
Stanisław Ignacy Witkiewicz

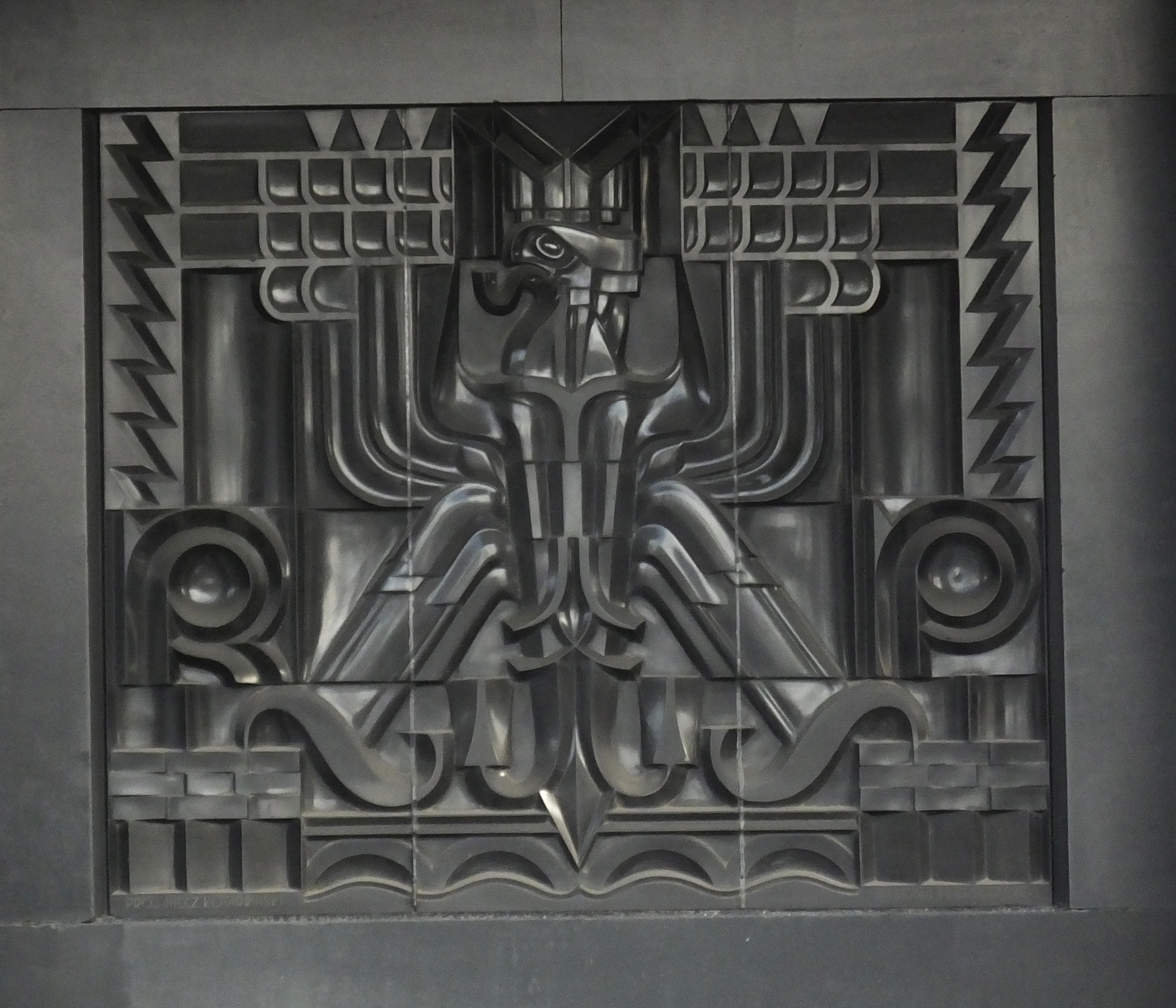
Skulptur von Mieczysław Kotarbiński. Art-déco-Relief aus Basalt mit dem polnischen Wappen an der Fassade des Verkehrsministeriums in Warschau, 1931.

Der wohl bekannteste Bildhauer der Zwischenkriegszeit war Xawery Dunikowski, der unter anderem das Krakauer Józef Dietl Denkmal und Warschauer Amerika-Dankbarkeits-Denkmal schuf. Er war auch nach dem Zweiten Weltkrieg aktiv und schuf unter anderem das Denkmal für die Aufstände in Oberschlesien auf dem St. Annaberg, das Denkmal der Befreiung von Ermland und Masuren in Allenstein und das Denkmal für die Soldaten der Ersten Polnischen Armee in Warschau. Im Warschauer Królikarnia-Palast wurde ein Museum für seine Werke eingerichtet. Zu seinen Schülern zählten Jerzy Bandura, Zygmunt Gawlik, Józef Gosławski, Maria Jarema, Ludwik Konarzewski, Jacek Puget und Henryk Wiciński. Ludwika Nitschowa schuf unter anderem das Syrenka-Denkmal am Weichselufer.

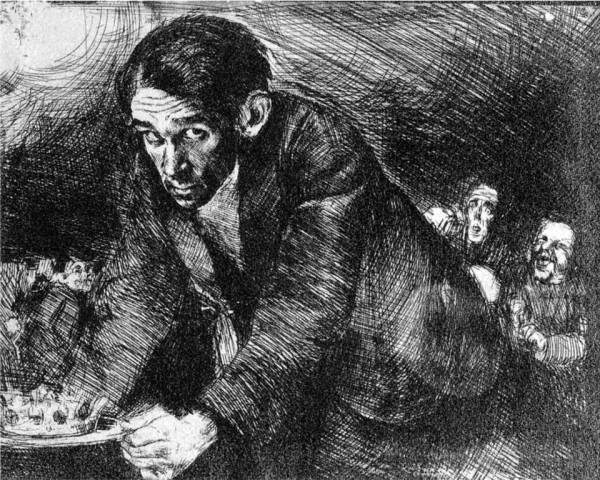
Bruno Schulz

In der Zwischenkriegszeit entwickelten sich verschiedene Kunstrichtungen. Die ersten Jahre waren vom Formismus geprägt, dessen Vertreter Leon Chwistek, Tytus Czyżewski, Henryk Gotlib, Jan Hrynkowski, Jacek Mierzejewski, Tymon Niesiołowski, Andrzej Pronaszko, Zbigniew Pronaszko, Konrad Winkler, Stanisław Ignacy Witkiewicz, August Zamoyski, Romuald Kamil Witkowski, Wacław Wąsowicz, Jerzy Zaruba, Mieczysław Szczuka, Leon Dołżycki und Ludwik Lille waren. Später dominierte der Unismus, dessen Vertreter Władysław Strzemiński, Julian Lewin, Samuel Szczekacz und Stefan Wegner waren, sowie die Gruppe Rytm, deren Vertreter Maja Berezowska, Wacław Borowski, Léopold Gottlieb, Tadeusz Gronowski, Stanisław Horno-Popławski, Zygmunt Kamiński, Felicjan Szczęsny Kowarski, Henryk Kuna, Rafał Malczewski, Tymon Niesiołowski, Stanisław Noakowski, Tadeusz Pruszkowski, Władysław Roguski, Stanisław Rzecki, Władysław Skoczylas, Zofia Stryjeńska, Zofia Trzcińska-Kamińska, Romuald Kamil Witkowski, Edward Wittig und Eugeniusz Zak. Unabhängige Künstler dieser Epoche waren Bruno Schulz, Mieczysław Szczuka, Tadeusz Makowski und Tamara de Lempicka.
Während des Zweiten Weltkrieges wurden von Hitlerdeutschland und der Sowjetunion sehr viele Kunstschätze aus den polnischen Museen, Kirchen und Palästen geraubt oder zerstört. Viele von ihnen wie beispielsweise der Jüngling von Raffael sind bis heute nicht wieder aufgetaucht.

## Volksrepublik Polen

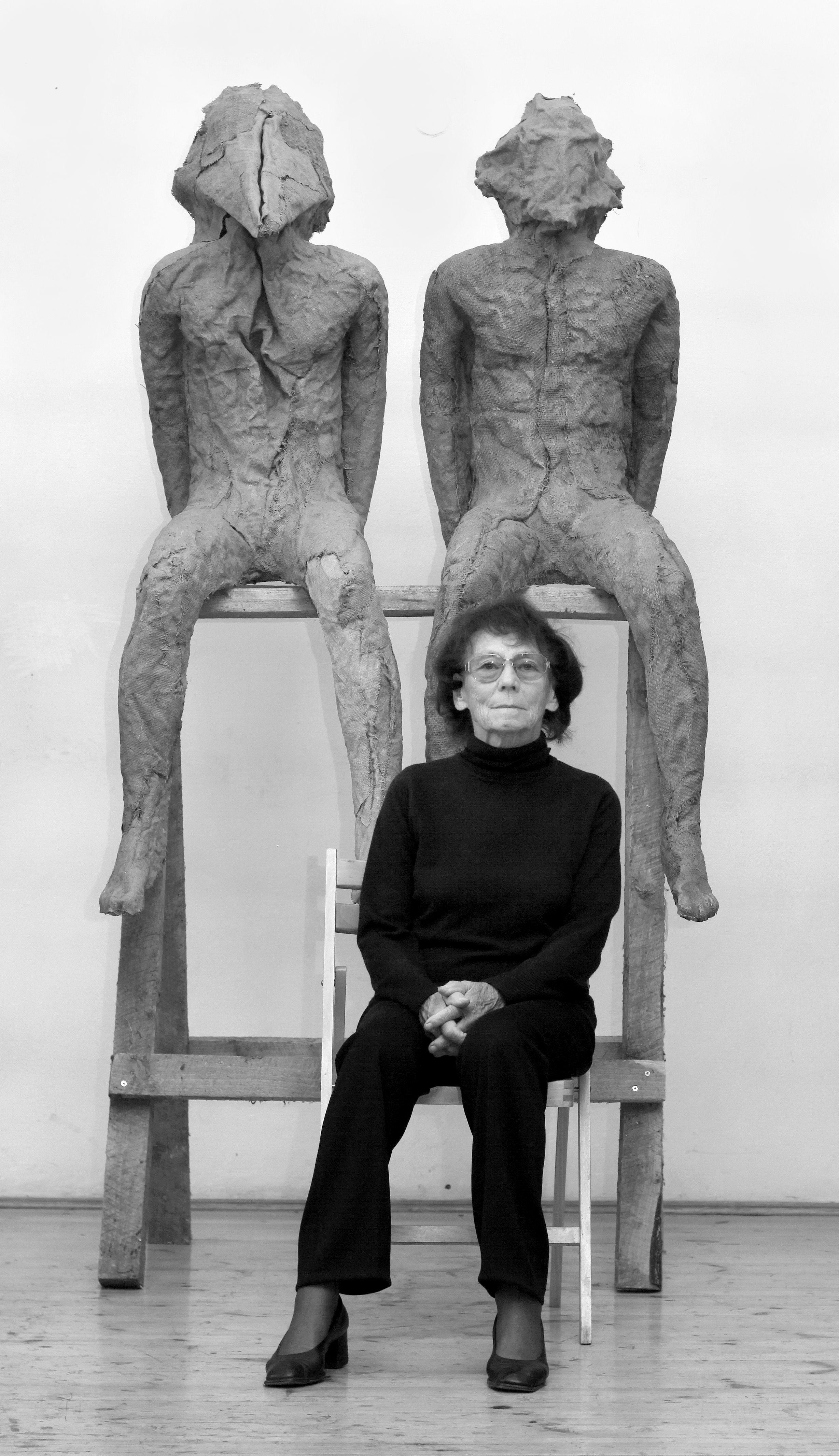
Magdalena Abakanowicz

In der Volksrepublik war der Sozrealismus vorherrschend. Wichtige Bildhauer der Volksrepublik waren Magdalena Abakanowicz, Alina Szapocznikow, Bronisław Chromy und Alina Szapocznikow. Leon Suzin und Nathan Rappaport errichteten noch in den 1940er Jahren das Denkmal der Helden des Ghettos in Warschau und Marian Konieczny das Denkmal der Helden Warschaus. Witold Cęckiewicz schuf das Krakauer Denkmal der Opfer des Faschismus, Franciszek Duszeńko das Denkmal der Opfer des KZ Treblinka, Wiktor Tołkin das Denkmal des Widerstands und des Märtyertums in Majdanek und Hanna Szmalenberg sowie Władysław Klamerus das Denkmal des Umschlagplatzes in Warschau. Gustaw Zemła schuf das Kattowitzer Denkmal der Schlesischen Aufständischen, Denkmal der Gefallenen-Unbesiegten auf dem Friedhof der Warschauer Aufständischen, das Denkmal der Polnischen Tat in Stettin, das Warschauer Denkmal der Schlacht bei Monte Cassino sowie das Warschauer Henryk Sienkiewicz Denkmal im Łazienki-Park.
In der Malerei war Andrzej Wróblewski der führende Vertreter des Sozrealismus. Gleichwohl entwickelten Künstler wie Piotr Potworowski, Władysław Hasior Ludwik Konarzewski, Jerzy Duda-Gracz, Zdzisław Beksiński oder Nikifor Krynicki eigene Kunstrichtungen. Zur Gruppe der Koloristen gehörten unter anderem Jan Cybis, Jan Szancenbach, Artur Nacht-Samborski und Hanna Rudzka-Cybisowa sowie zur Gruppe Krakau II unter anderem Tadeusz Kantor, Maria Jarema und Jerzy Nowosielski. Weltruhm erlangte die Polnische Schule der Plakatkunst zu der unter anderem Józef Gielniak, Jerzy Panek, Stanisław Kluska, Mieczysław Wejman, Henryk Tomaszewski, Roman Cieślewicz, Jan Młodożeniec, Waldemar Świerzy, Jan Lenica und Roman Kalarus gehörten.

## Republik Polen seit 1990
Mittlerweile ist die Kunst wieder entpolitisiert. Die wichtigsten Gegenwartskünstler sind Wilhelm Sasnal, Rafał Bujnowski, Józef Robakowski, Paweł Althamer, Mirosław Bałka, Leszek Knaflewski, Robert Kusmirowski, Zuzanna Janin, Krzysztof Wodiczko, Paulina Ołowska, Katarzyna Kozyra und Joanna Rajkowska.
Beachtung im Ausland erfuhr der Bildhauer Igor Mitoraj mit seinen monumentalen an die antike Kunst anknüpfenden Plastiken. Zahlreiche Galerien und Museen widmen sich der Gegenwartskunst, von denen die Galeria Zachęta und das Museum für moderne Kunst in Warschau die wichtigsten sind. Letzteres erhielt im Oktober 2024 ein neues Gebäude am Defiladenplatz vor dem Kulturpalast.

## Ausländische Kunst in Polen

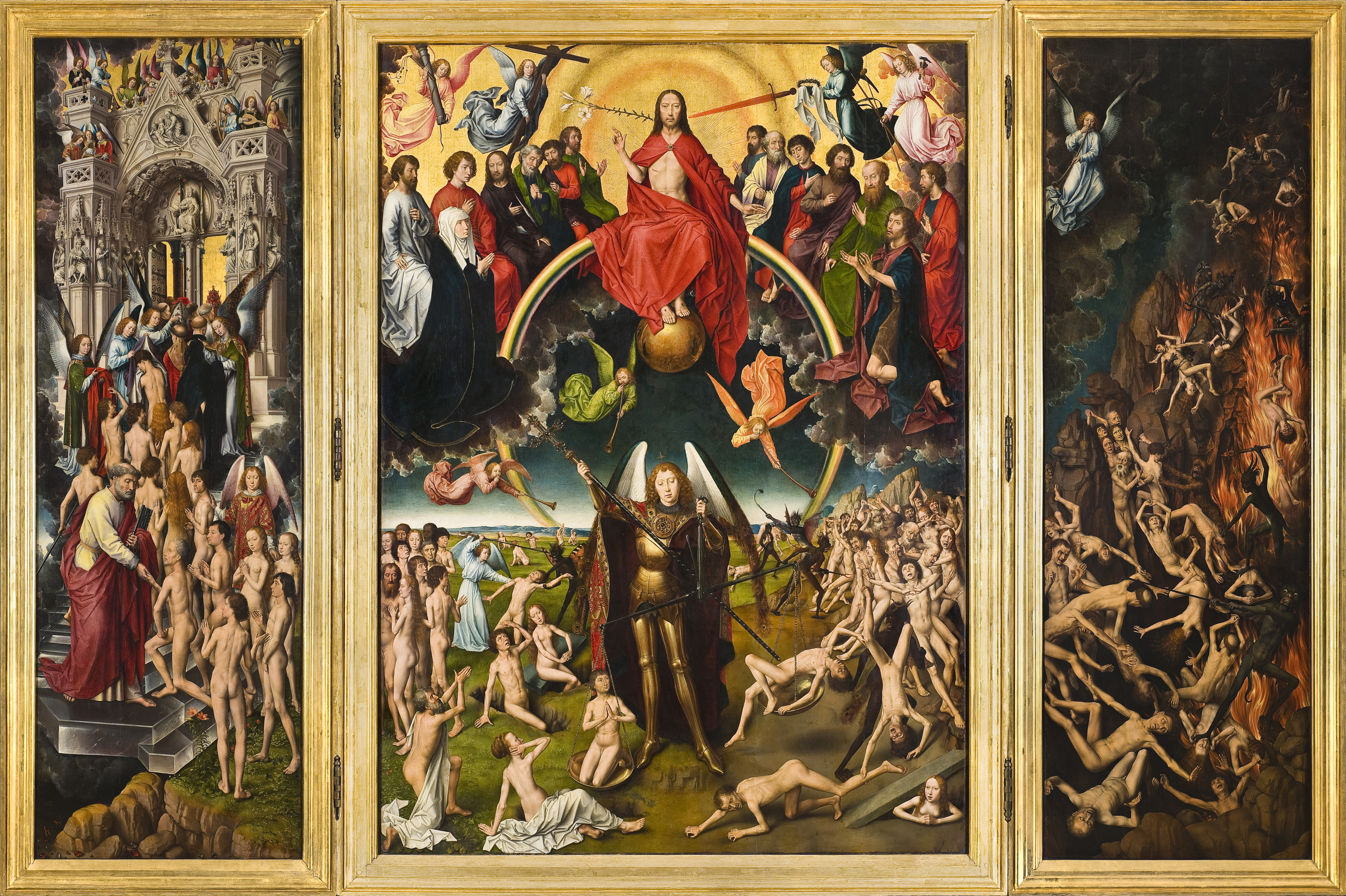
Hans Memling, Das jüngste Gericht

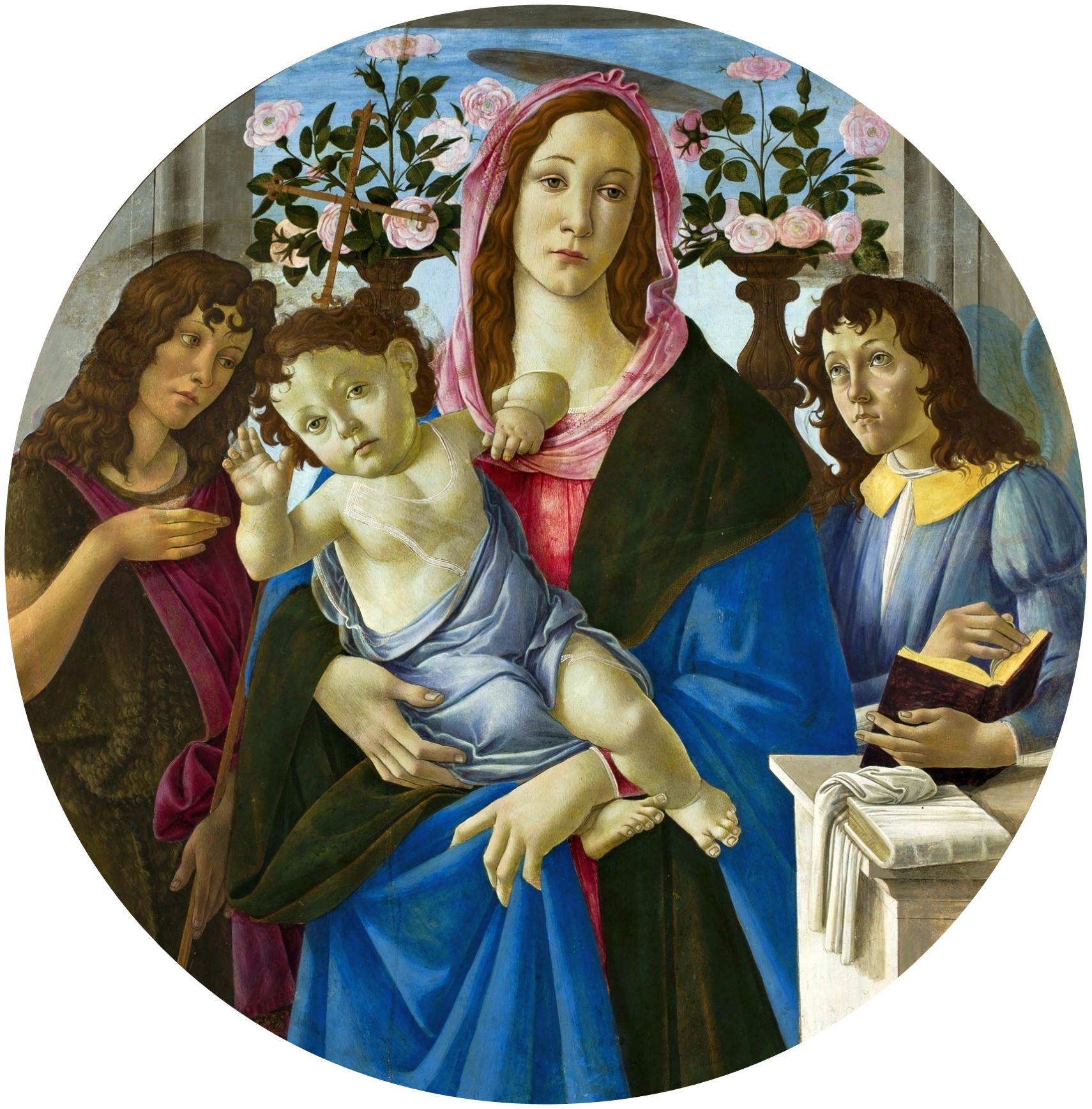
Sandro Boticelli, Madonna mit Kind

Seit dem 10. Jahrhundert wurden Kunstwerke wie Handschriften, liturgische Gegenstände, Malereien und Bildwerke aus anderen Ländern und Gegenden eingeführt.
Der polnische Königshof bestellte etwa seit dem 15. Jahrhundert Kunst bei führenden ausländischen Künstlern, zunächst bei den Nürnbergern und ab der Renaissance vor allem in Italien, den Niederlanden und Flandern. Auch der reiche Adel begann seit der Renaissance eigene Kunstsammlungen wichtiger ausländischer Kunstschaffender anzulegen. So kamen Werke Leonardo da Vincis, Sandro Botticellis, Raffaels, Domenico Ghirlandaios, Bonifazio Veroneses, Lorenzo Lottos, El Grecos, Guercinos, Hans von Kulmbach, Hans Holbeins des Jüngeren, Lucas Cranachs des Älteren, Lucas Cranachs des Jüngeren, Pieter Brueghels des Jüngeren, Jan Brueghels des Älteren, Peter Paul Rubens, Jacob Jordaens, Rembrandt van Rijns, Eugène Delacroixs und vieler anderen nach Polen. Die ersten, die ihre Sammlung öffentlich zugänglich machten, waren im 18. Jahrhundert die Czartoryskis, deren Museum sich heute in Krakau befindet. Viele bedeutende Kunstwerke wurden während der Schwedischen Sintflut, der Teilungszeit und insbesondere der beiden Weltkriege geraubt bzw. zerstört. Einiges konnte jedoch auch erhalten und wiedererlangt werden. Bedeutende Werke von Weltrang finden sich neben dem Krakauer Czartoryski-Museum auch auf dem Wawel, dem Krakauer Nationalmuseum, insbesondere in der Ausstellung Europeum, dem Warschauer Königsschloss, der Warschauer Sammlung Johannes Paul II. sowie dem Warschauer Nationalmuseum.

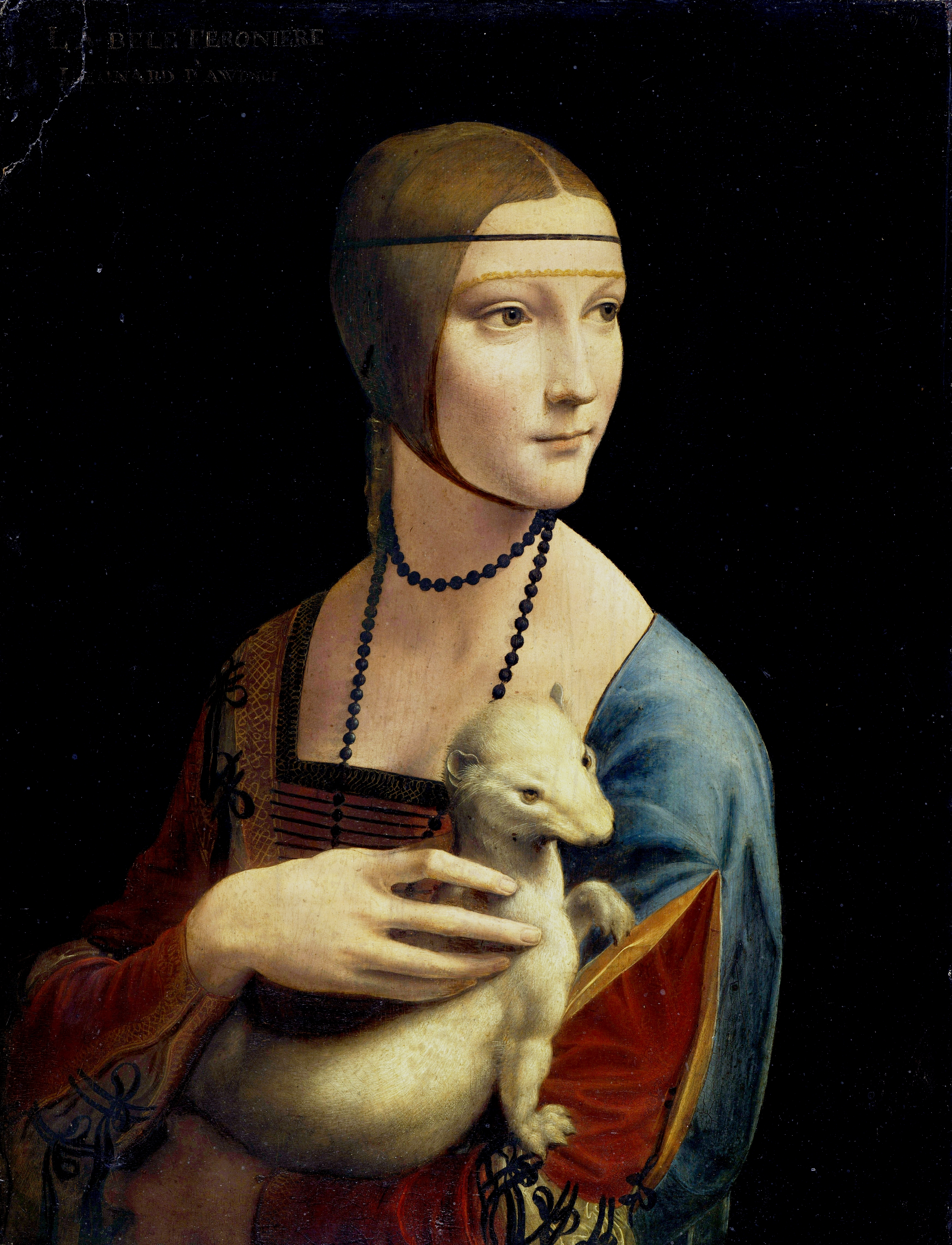
Leonardo da Vinci
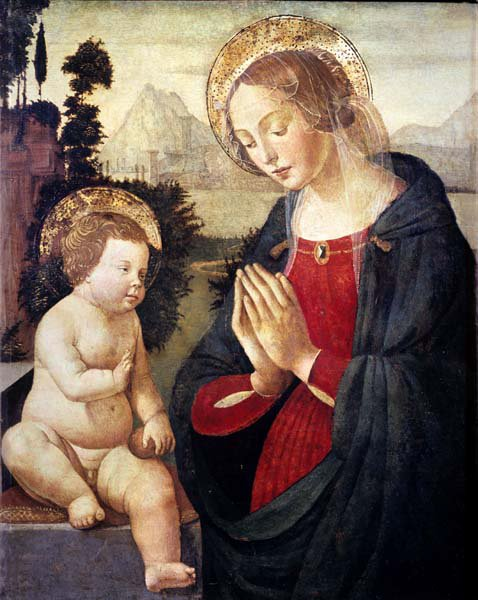
Domenico Ghirlandaio
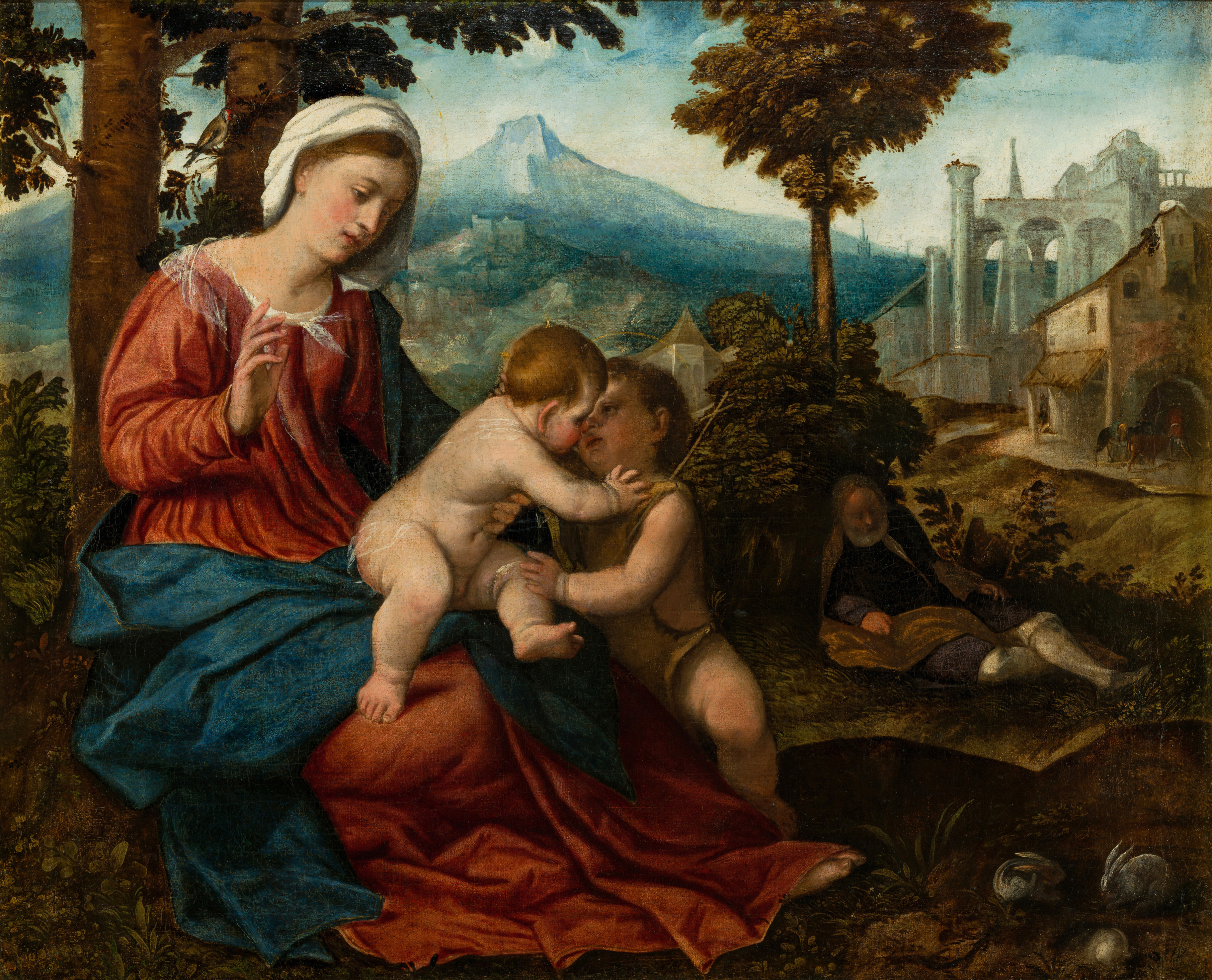
Bonifazio Veronese
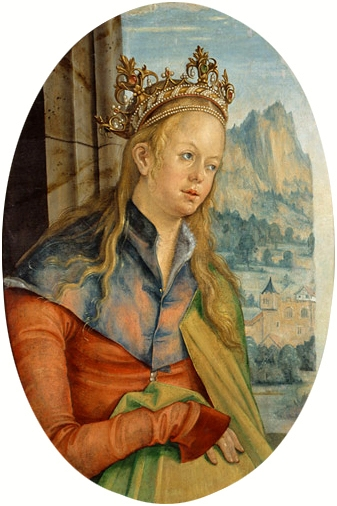
Hans von Kulmbach
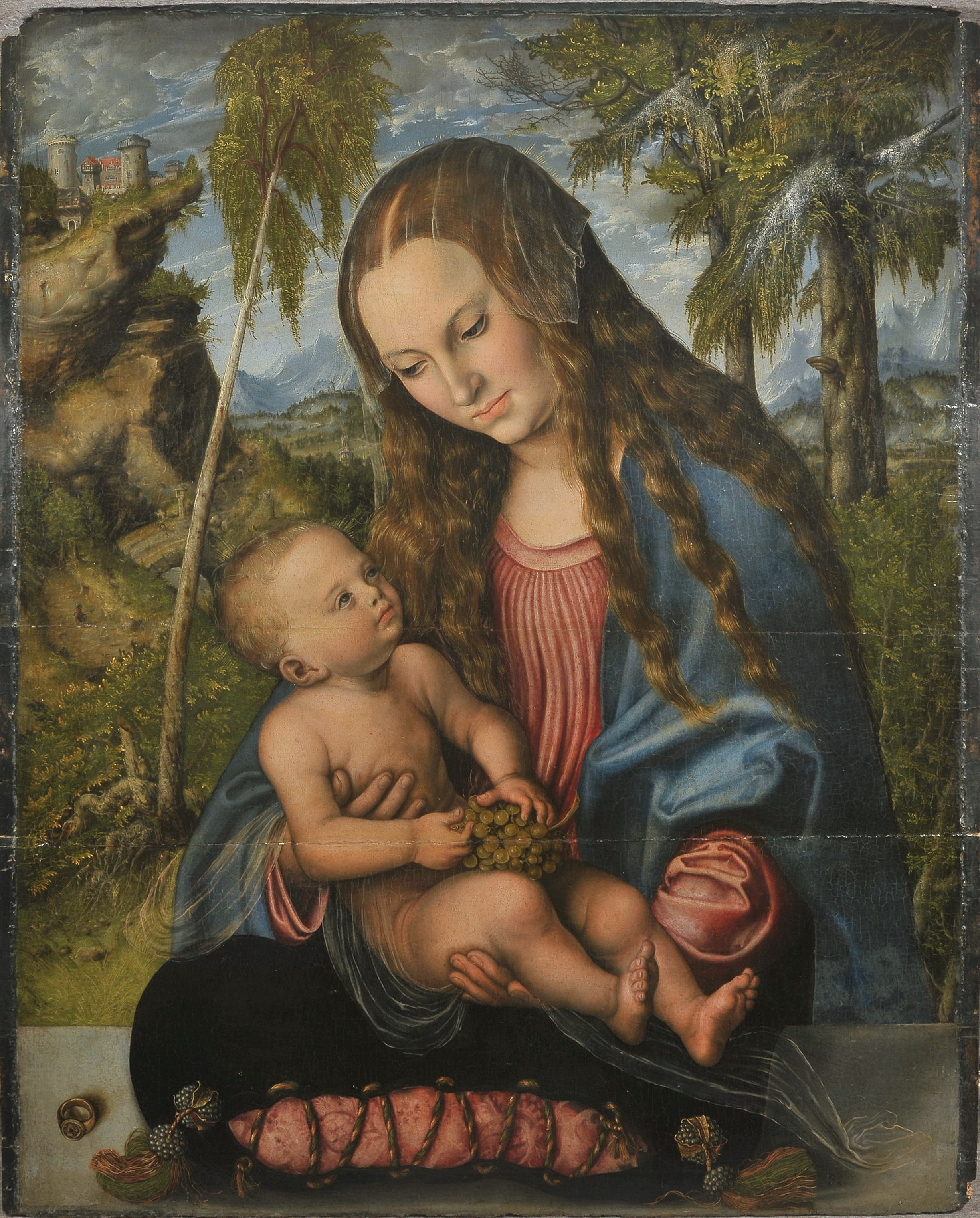
Lucas Cranach d. Ä.
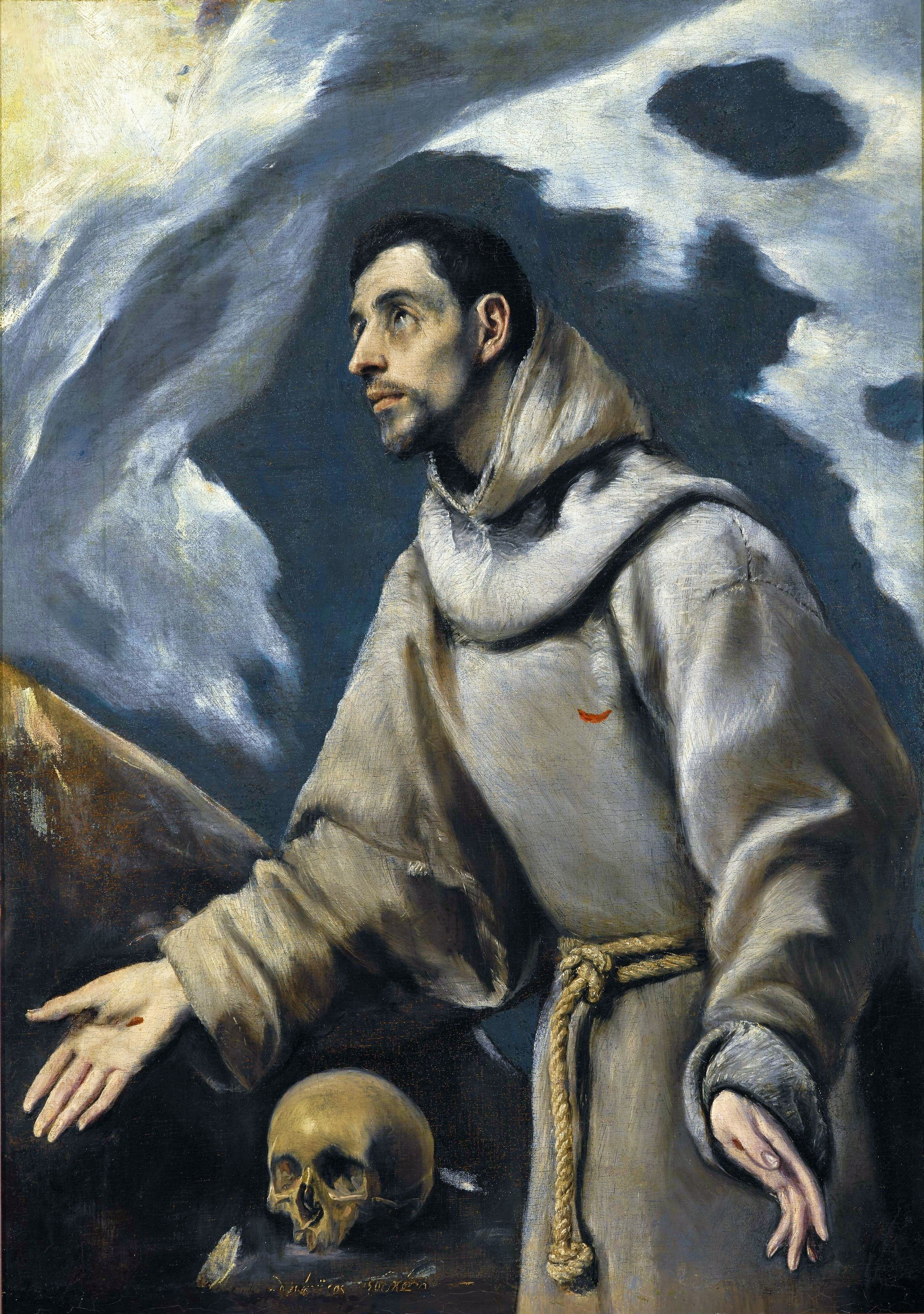
El Greco
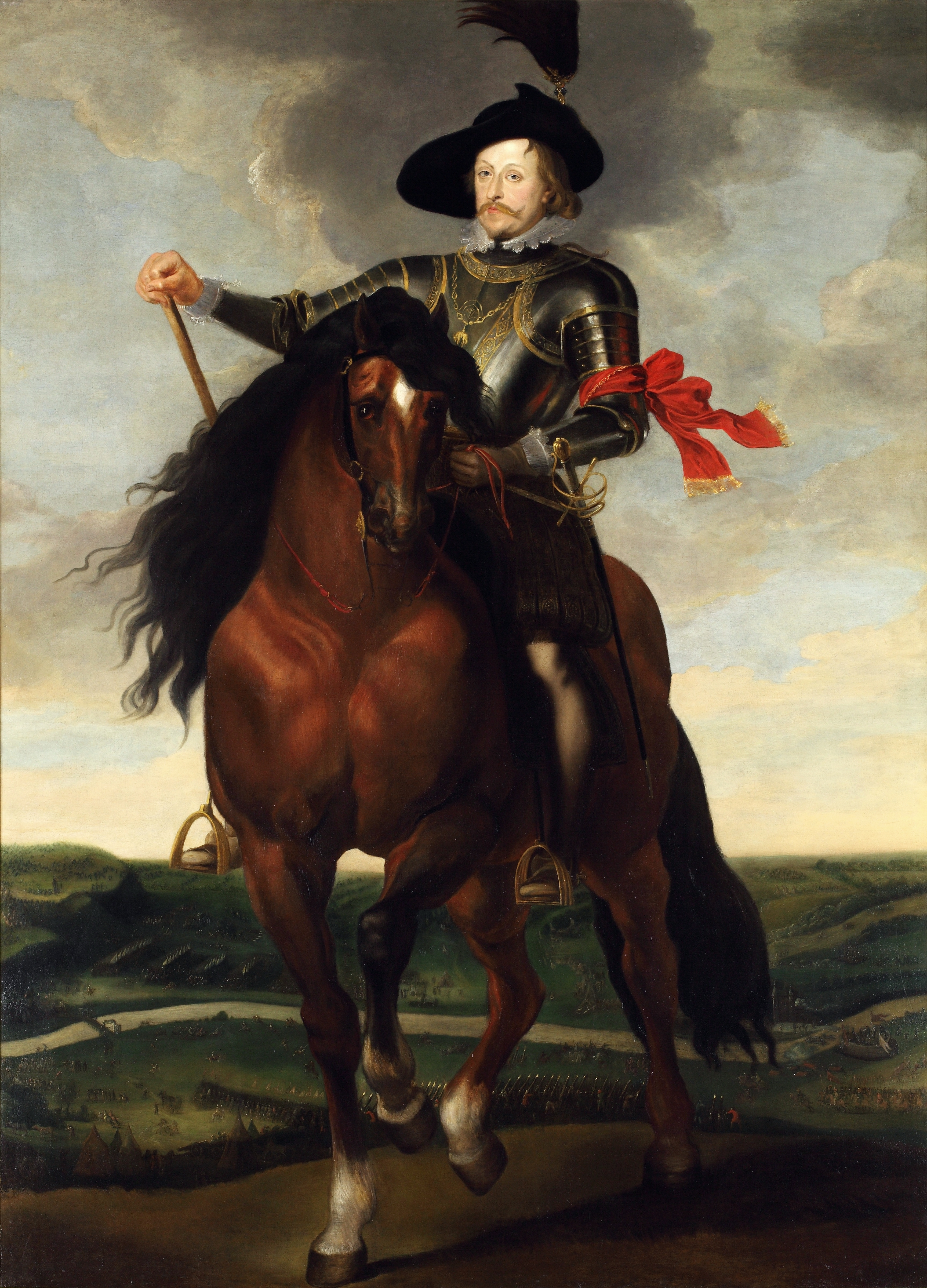
Peter Paul Rubens
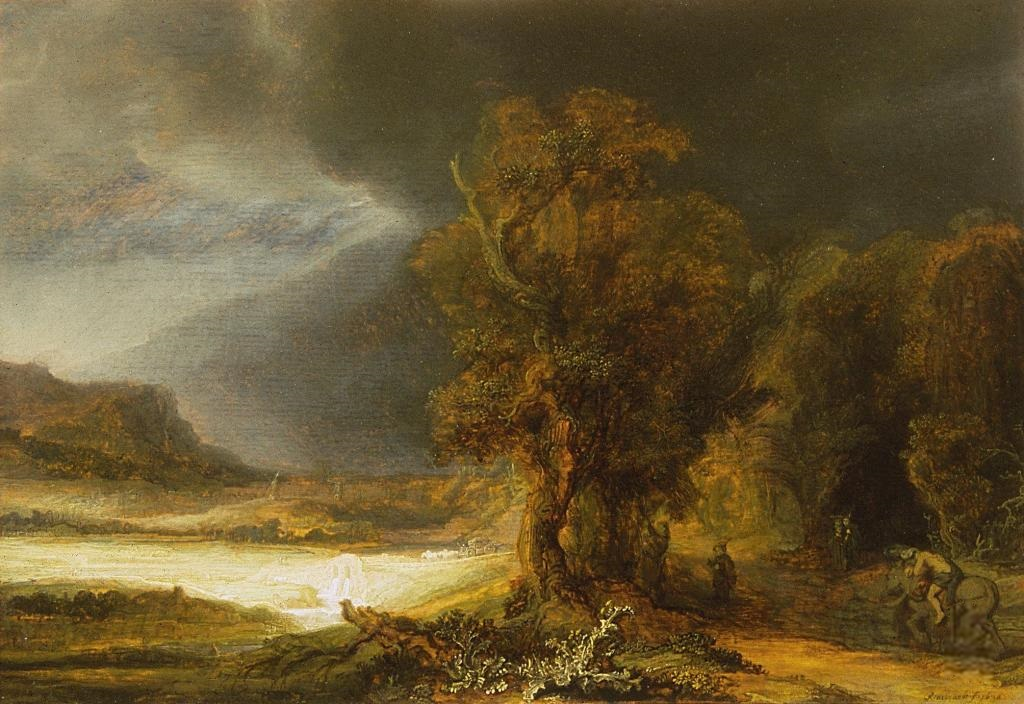
Rembrandt van Rijn